# Cetacea
I cetacei (Cetacea Brisson, 1762) sono un infraordine di mammiferi euteri, completamente adattatisi alla vita acquatica. Il nome cetaceo deriva dal greco antico: κῆτος? (ketos), che significa balena o mostro marino e fu introdotto da Aristotele per designare gli animali acquatici dotati di respirazione polmonare.
Presentano un corpo fusiforme, simile a quello dei pesci, che assicura loro una maggiore idrodinamicità. Gli arti anteriori sono modificati in pinne; gli arti posteriori come tali sono assenti; rimangono solo alcune piccole ossa vestigiali, nascoste dentro al corpo, e non collegate alla spina dorsale per l'assenza del bacino. La pinna caudale è disposta orizzontalmente e divisa in due lobi. Sono generalmente privi di peli e sono isolati termicamente da uno spesso strato di grasso.
L'infraordine Cetacea comprende circa 85 specie, quasi tutte marine tranne 5 specie di delfini di acqua dolce. Le specie sono suddivise in due parvordini, Mysticeti ed Odontoceti. Esiste un terzo parvordine, Archaeoceti, cui appartengono solo specie estinte.
Tra i misticeti si trovano gli animali comunemente chiamati balene, i più grandi conosciuti al mondo: in particolare la balenottera azzurra è il più grande animale oggi presente sulla Terra. Tra gli odontoceti, invece, si trovano capodogli, delfini e orche, spesso allevati e addestrati nei delfinari.
La branca della biologia che si occupa dello studio di questi animali è la cetologia.

## Evoluzione e tassonomia

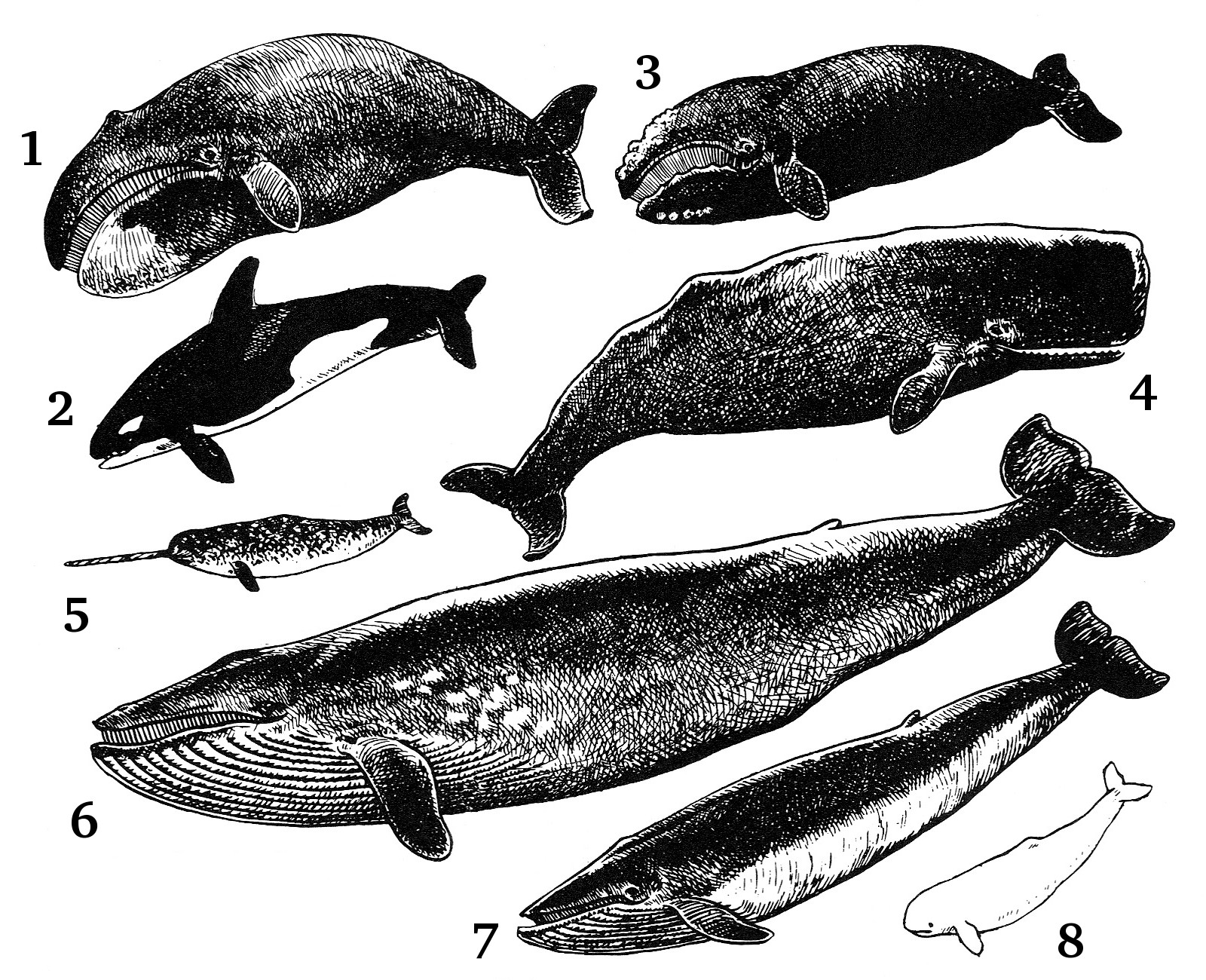
1. balena della Groenlandia 2. orca 3. balena franca 4. capodoglio 5. narvalo 6. balenottera azzurra 7. balenottera comune 8. beluga

La teoria tradizionale sull'evoluzione dei Cetacei asseriva che derivassero dai Mesonychidae, un gruppo di ungulati carnivori simili a lupi, dotati di zoccoli e affini agli Artiodattili. Questi animali possedevano denti triangolari simili a quelli dei cetacei fossili e per questo motivo gli scienziati hanno creduto per molto tempo che balene e delfini derivassero da loro. Tuttavia una ricerca del 2001 conferma sulla base di dati molecolari che i Cetacei non derivano dai mesonichidi, ma sono fortemente correlati agli artiodattili..
A partire dai primi anni novanta, analisi molecolari su una grande quantità di proteine e sequenze di DNA hanno indicato che i Cetacei dovessero essere inclusi all'interno dell'ordine degli Artiodattili, essendo molto vicini filogeneticamente agli Hippopotamidae. È stato quindi istituito un ordine che riunisce Artiodattili e Cetacei: Cetartiodactyla, nel quale i Cetacei sono inseriti nel sottordine Cetancodontamorpha.
Il primo antenato dei Cetacei è ritenuto essere il Pakicetus, un artiodattilo primitivo vissuto nell'Eocene, circa 50 milioni di anni fa. Questo animale aveva mantenuto alcuni aspetti dei Mesonychidae da cui si era evoluto, come la presenza di denti triangolari che gli Artiodattili moderni hanno perso. L'anello di collegamento tra il Pakicetus e i Cetacei risulta essere la struttura delle ossa dell'orecchio. Inoltre, i denti del Pakicetus ricordano quelli delle balene fossili.
L'Ambulocetus (47-48 milioni di anni fa) è stato il primo antenato dei Cetacei a condurre una vita anfibia, possedendo delle zampe più adatte al nuoto che ai movimenti terrestri. Il primo degli antenati dei Cetacei ad essere completamente acquatico fu invece il Basilosaurus, che visse circa 38 milioni di anni fa. I primi misticeti, i Cetotheriidae, comparvero nel Miocene, mentre i primi odontoceti, i Kentriodontidae fecero la loro comparsa nell'Oligocene.
I Cetacei viventi sono divisi in due parvordini:
- i Mysticeti dotati di fanoni. I fanoni sono delle strutture presenti nella mascella superiore che agiscono da setaccio e che sono costituite da cheratina. Tale struttura permette di filtrare il plancton dall'acqua. Vi appartengono le seguenti famiglie:
  - Balaenidae
  - Balaenopteridae
  - Eschrichtiidae
  - Neobalaenidae
- gli Odontoceti dotati di denti. Si nutrono principalmente di pesci e/o calamari. Questi Cetacei hanno un'abilità eccezionale nel percepire l'ambiente circostante mediante la ecolocalizzazione. Vi appartengono le seguenti famiglie:
  - Delphinidae
  - Monodontidae
  - Phocoenidae
  - Physeteridae
  - Platanistidae
  - Iniidae
  - Ziphiidae

## Morfologia
Essendosi evoluti da progenitori terrestri, i Cetacei hanno dovuto sviluppare notevoli adattamenti anatomici e fisiologici per poter condurre una vita completamente acquatica:

Descrizione dei caratteri morfologici di un misticeto (in alto) e di un odontoceto (in basso).

- il corpo è fusiforme ed ha assunto una forma idrodinamica simile a quella di un pesce;
- sul dorso è comparsa una pinna dorsale, formata da tessuto connettivo;
- gli arti anteriori si sono trasformati in pinne pettorali ed hanno assunto la forma di pagaie;
- l'estremità della coda è piatta, formata da due lobi;
- gli arti posteriori sono assenti e di essi rimangono piccole ossa nascoste all'interno del corpo;
- sulla sommità del capo è presente uno sfiatatoio;
- i peli scompaiono completamente dopo i primi mesi di vita;
- i padiglioni auricolari sono assenti;
- i genitali esterni sono nascosti all'interno di tasche.

### Forma del corpo e dimensioni
La forma del corpo dei Cetacei ricorda molto da vicino quella dei pesci. Per convergenza evolutiva, infatti, hanno sviluppato una forma affusolata, idrodinamica, che permette loro di muoversi agevolmente nell'ambiente acquatico riducendo l'attrito con l'acqua. Il corpo dei Misticeti è più tozzo rispetto a quello degli Odontoceti, che sono in grado di nuotare a maggiori velocità.
All'ordine dei Cetacei appartengono alcuni tra i più grandi animali mai esistiti sulla Terra. Soprattutto tra i Misticeti, le dimensioni corporee sono ragguardevoli: la balenottera azzurra (Balaenoptera musculus) può raggiungere i 30 metri di lunghezza ed è considerato il più grande animale mai esistito. Tra gli Odontoceti, è il capodoglio (Physeter macrocephalus) che raggiunge le dimensioni maggiori, arrivando a una lunghezza di circa 20 metri nei maschi. Il cetaceo più piccolo in assoluto è invece la focena del golfo di California (Phocoena sinus), una focena che può raggiungere la lunghezza di circa 140 cm. Tra i Misticeti, le dimensioni minori sono quelle di Caperea marginata, che può raggiungere circa 6 metri.
La tabella 1 riassume lunghezza massima e peso raggiunti da alcuni cetacei.
| Specie                 | Lunghezza (m) | Peso (kg)       | Note                           |
| ---------------------- | ------------- | --------------- | ------------------------------ |
| Phocoena sinus         | 1,2 - 1,5     | 30 - 55         | Cetaceo più piccolo            |
| Delphinus delphis      | 2,4           | 70 - 110        |                                |
| Tursiops truncatus     | 3,7           | 150 - 650       |                                |
| Monodon monoceros      | 5             | 800 - 1 600     |                                |
| Caperea marginata      | 6,5           | 3 000 - 3 500   | Misticeto più piccolo          |
| Orcinus orca           | 9,7           | 2 600 - 9 000   | Delfinide più grande           |
| Megaptera novaeangliae | 13,7 - 15,2   | 25 000 - 40 000 |                                |
| Physeter macrocephalus | 14,9 - 20     | 13 000 - 14 000 | Odontoceto più grande          |
| Balaenoptera musculus  | 30            | 110 000         | Animale più grande in assoluto |

### Pelle
Come in tutti i Mammiferi, la pelle dei Cetacei è formata da epidermide, derma ed ipoderma.
L'epidermide è costituita da un epitelio pavimentoso pluristratificato, è più spessa da 10 a 20 volte di quella dei mammiferi terrestri e il suo strato più esterno viene rinnovato circa 12 volte al giorno. Il derma è costituito da tessuto connettivo denso ed è privo di follicoli piliferi e ghiandole sebacee.
L'ipoderma forma il pannicolo adiposo (blubber) ed è costituito da tessuto connettivo lasso ricco di adipociti e fibre di collagene. La sua funzione è quella di evitare la dispersione del calore e di fungere da sostanza di riserva.
La superficie della pelle di diversi odontoceti presenta alcune creste cutanee, spesso visibili anche ad occhio nudo e distribuite lungo tutto il corpo, ad eccezione della testa e in alcune specie della regione ventrale. Non è ancora chiaro quale sia il loro ruolo: si pensa che possano essere coinvolte nella ricezione di stimoli tattili o che abbiano funzione idrodinamica, o entrambe le cose.
La pelle della testa e delle pinne pettorali di molte balene e balenottere è colonizzata da una serie di parassiti cutanei, soprattutto Cyamidae, conosciuti con il nome di pidocchi delle balene e balani appartenenti ai generi: Coronula, Cryptolepas, Conchoderma, Xenobalanus e Tubicinella. Mentre i pidocchi possono interferire con i recettori sensoriali delle balene e nutrirsi della pelle delle stesse, i balani sembrano non procurare agli animali nessun danno.

### Pinne

#### Pinna dorsale

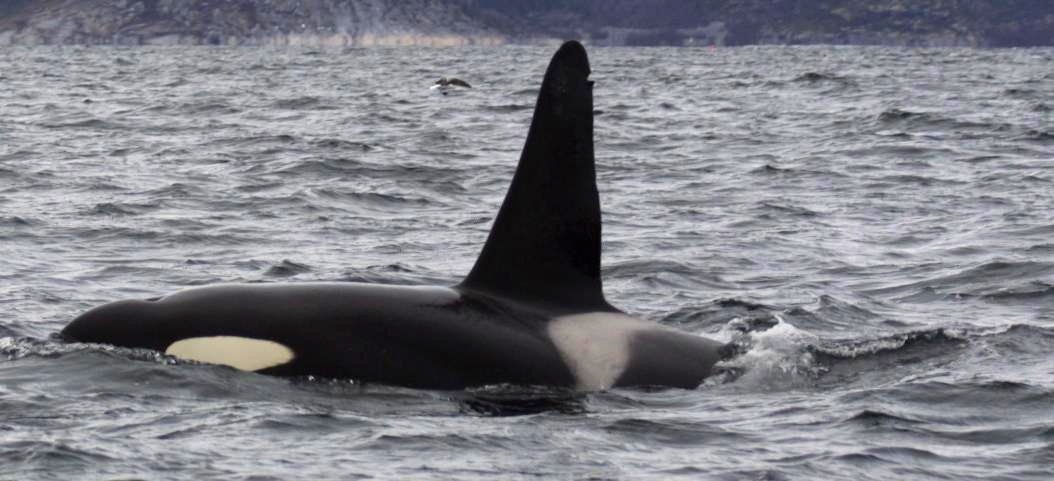
Pinna dorsale di un'orca (Orcinus orca).

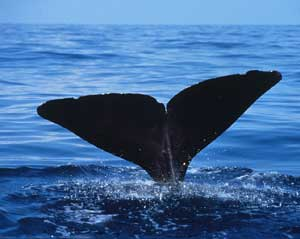
Pinna caudale di un capodoglio (Physeter macrocephalus).

Quasi tutti i cetacei presentano sul dorso una pinna dorsale formata da tessuto connettivo. La sua funzione è quella di dare stabilità al nuoto, evitando che l'animale possa capovolgersi durante gli spostamenti laterali veloci. Questa pinna è assente negli animali che vivono nelle regioni polari come narvali (Monodon monoceros), beluga (Delphinapterus leucas) e balene della Groenlandia (Balaena mysticetus), che non sarebbero in grado di nuotare agevolmente sotto i ghiacci.
La pinna dorsale presenta forme e dimensioni diverse nelle diverse specie di cetacei: può essere falcata, triangolare o arrotondata. Questa caratteristica è utile per l'identificazione delle specie. Inoltre la pinna poiché è spesso ricoperta da graffi, tagli e cicatrici, è utilizzata dai ricercatori per la fotoidentificazione, una tecnica che consente di riconoscere i singoli esemplari di una specie mediante le fotografie di particolari anatomici.

#### Pinna caudale
La coda dei Cetacei è costituita da due lobi di tessuto connettivo, detti flukes, che formano la pinna caudale. A differenza di quella dei pesci, nei Cetacei questa pinna è disposta orizzontalmente e si muove dal basso verso l'alto. Questa caratteristica permette di riconoscere a prima vista un cetaceo da un pesce e la sua funzione è quella di agire da mezzo di propulsione tramite il suo movimento verticale.
Anche in questo caso forma e dimensione variano tra le diverse specie e quindi queste caratteristiche possono essere usate per l'identificazione soprattutto delle specie di grandi dimensioni.

#### Pinne pettorali

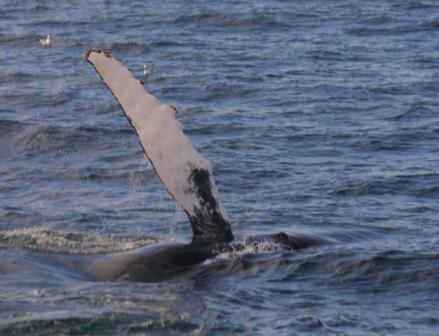
Pinna pettorale di una megattera (Megaptera novaeangliae).

Nei Cetacei, gli arti anteriori si sono modificati per formare delle pinne pettorali. Diversamente dalle pinne dorsali e caudali, le pettorali sono sostenute da ossa omologhe a quelle degli arti anteriori dei mammiferi terrestri, seppur con consistenti modifiche proporzionali (estremo raccorciamento di omero, radio e ulna e, dall'altro lato, enorme sviluppo delle dita con iperfalangia, cioè presenza di falangi in soprannumero). La funzione di queste pinne è quella di assicurare stabilità al nuoto e permettere gli spostamenti laterali.
Anche le pettorali variano in forma e dimensione e l'abilità nel nuoto delle varie specie dipende da questa caratteristica. Le specie che presentano pinne di piccole dimensioni in rapporto alla superficie corporea, come le balenottere azzurre, sono specializzate a nuotare lentamente e in mare aperto, mentre le specie con pinne di maggiori dimensioni sono in grado di nuotare più velocemente e di manovrare più agevolmente. Le pinne di maggiori dimensioni sono possedute dalla Megaptera novaeangliae, in cui raggiungono una lunghezza pari a circa un terzo dell'intera lunghezza dell'animale. Le grandi dimensioni di queste pinne aiutano l'animale a compiere delle manovre acrobatiche per la cattura delle prede.

### Arti posteriori
Tutti i Cetacei sono privi degli arti posteriori, di cui rimangono solo delle piccole ossa vestigiali all'interno del corpo che non sono collegate alla colonna vertebrale. Durante lo sviluppo embrionale, però, tutti i cetacei presentano degli abbozzi di questi arti, la cui regressione successiva è dovuta a cause non ancora conosciute.
Nel 2006 dei pescatori giapponesi hanno catturato un tursiope (Tursiops truncatus) che presentava un paio di pinne poste nella regione caudale. I ricercatori pensano che queste costituiscano un'ulteriore prova del fatto che i Cetacei si siano evoluti da progenitori terrestri e che l'evoluzione abbia fatto scomparire gli arti posteriori. In questo tursiope, una mutazione ha fatto riemergere un carattere perso milioni di anni fa.

### Rostro
La mandibola e la mascella sono allungate a formare una struttura simile ad un becco, chiamata rostro, che è maggiormente evidente nei delfinidi, mentre nei misticeti è praticamente invisibile.
Negli Odontoceti, soprattutto negli Zifidi, il rostro è costituito da ossa piuttosto compatte. Si pensa che questa caratteristica serva ad aumentare la forza del rostro e ad evitare fratture durante i combattimenti dei maschi per le femmine. Secondo altri ricercatori, invece, nonostante l'alta mineralizzazione delle ossa, il rostro è una struttura piuttosto fragile che svolge un ruolo nel recepimento delle onde sonore e che quindi è importante nell'ecolocalizzazione.
Nei Misticeti il rostro ha una forma arcuata per permettere l'alloggiamento dei fanoni, che si attaccano all'osso mascellare. L'inarcamento maggiore si ha nei Balenidi, in cui i fanoni sono eccezionalmente lunghi.

## Fisiologia

### Sistema nervoso
I Cetacei possiedono un cervello molto sviluppato, le cui dimensioni relative sono paragonabili a quelle dei primati antropomorfi, uomo compreso.
La corteccia cerebrale del cervello dei Cetacei presenta un alto numero di circonvoluzioni, soprattutto nel caso degli Odontoceti, che possiedono un numero di circonvoluzioni maggiore di quello del cervello umano, sebbene lo spessore della corteccia sia minore.
Vi è un acceso dibattito su quanto "intelligenti" siano i Cetacei in generale e i delfini in particolare. Secondo alcuni, infatti, questi animali sarebbero potenzialmente in grado di comunicare mediante un linguaggio, mentre secondo altri le dimensioni del cervello potrebbero essere dovute alla presenza di un'area acustica primaria molto ben sviluppata. Ciononostante, sono indubbie le grandi capacità cognitive di questi animali. Per esempio, i tursiopi sono i soli animali, insieme all'uomo, alle scimmie antropomorfe e ad alcune specie di corvidi, ad essere in grado di riconoscersi se posti di fronte ad uno specchio e dimostrano di possedere delle abilità numeriche.
Il midollo spinale ha una forma cilindrica e la sua lunghezza dipende principalmente dalle dimensioni corporee. Il rapporto tra la lunghezza del corpo e quella del midollo è pressoché uguale a quello dell'uomo. Nella regione cervicale, in corrispondenza con le pinne pettorali, si assiste ad un ispessimento del midollo, mentre nella regione lombare l'ispessimento è meno evidente a causa della mancanza degli arti posteriori.
Sono presenti da 40 a 44 nervi spinali, in cui le radici posteriori sono meno sviluppate delle anteriori. Questa caratteristica è dovuta al maggiore sviluppo della muscolatura ventrale dei Cetacei rispetto a quella dorsale e alla scarsa presenza di recettori sensoriali periferici.

### Organi di senso
Gli occhi dei Cetacei hanno una forma appiattita e il cristallino è di forma sferica. La pupilla di questi animali permette loro di vedere sia sott'acqua sia in aria, nonostante la diversa densità esistente tra i due ambienti.
Gli occhi sono posti lateralmente alla testa e mentre per alcuni Cetacei la visione è binoculare, nei delfinidi ogni occhio si muove indipendentemente dall'altro, sebbene nei tursiopi sia stata dimostrata la presenza di alcune zone di sovrapposizione.
Dietro la retina è presente una zona altamente vascolarizzata, il tapetum lucidum, che grazie ad uno strato di cellule riflettenti svolge la funzione di aumentare la quantità di luce che raggiunge la retina stessa.
Poiché quest'ultima possiede sia coni sia bastoncelli si è pensato che i Cetacei siano in grado di distinguere i colori. Tuttavia la questione se i Cetacei siano in grado di farlo è ancora molto controversa. I coni costituiscono solo l'1% dei fotorecettori presenti nell'occhio e mancano quelli sensibili alle basse lunghezze d'onda e quindi si pensa che la distinzione dei colori sia possibile solo in condizioni di buona illuminazione.. Alcuni autori sostengono che la presenza dei due tipi di fotorecettori aiuti gli animali a meglio identificare gli oggetti.
Sebbene le ghiandole lacrimali siano assenti, molti Cetacei possiedono delle ghiandole nella congiuntiva che secernono un liquido in grado di proteggere la cornea dal sale presente nell'acqua marina.
Il senso dell'olfatto è fortemente ridotto nei Misticeti e completamente assente negli Odontoceti. Nei primi sono presenti i nervi olfattivi, ma nel lobo frontale del telencefalo manca il bulbo olfattivo, che è presente solo nello stadio fetale. Negli Odontoceti, invece, sono assenti sia i nervi, sia il bulbo.
I cetacei possiedono sulla lingua le papille gustative, sebbene il loro numero sia ridotto rispetto a quello dei mammiferi terrestri. I Cetacei sono in grado di riconoscere il sapore di diverse sostanze. I tursiopi presentano una sensibilità per il gusto aspro circa 7 volte superiore a quella dell'uomo, mentre la sensibilità per il dolce e il salato è superiore di circa 10 volte. La grande sensibilità per il salato potrebbe aiutare gli animali nell'orientamento, grazie alle variazioni di salinità presenti nelle acque marine.
Il senso del tatto è dovuto alla presenza su tutta la superficie corporea dei meccanocettori, che sono maggiormente presenti sulla testa e in prossimità delle pinne pettorali e degli organi genitali. Oltre ai meccanocettori, molti Misticeti presentano sulle mascelle e sulle mandibole delle sottilissime vibrisse, che hanno anch'esse il compito di ricevere gli stimoli tattili. Negli Odontoceti di queste strutture rimangono solo dei follicoli vestigiali. Solo nelle sotalie (Sotalia fluviatilis) le vibrisse sono ben sviluppate, ma in questi animali sono dei recettori in grado di percepire la direzione della corrente dell'acqua.
L'udito è il senso più sviluppato nei Cetacei, che sono in grado di capire sott'acqua da quale direzione provenga il suono: una capacità assente nei mammiferi terrestri. Ciò è reso possibile dal fatto che le ossa dell'orecchio interno di questi animali sono ben separate dal resto del cranio, che potrebbe interferire con la ricezione degli stimoli acustici. Questa separazione è tuttavia più evidente negli Odontoceti che nei Misticeti.
Per garantire una maggiore idrodinamicità i Cetacei sono privi dei padiglioni auricolari, mentre l'orecchio medio e quello interno sono simili nella struttura a quelli degli altri mammiferi. Negli Odontoceti le onde sonore vengono recepite da una sostanza oleosa presente nella mandibola e da questa vengono poi trasferite fino all'orecchio medio, dove raggiungono il timpano. Nei Misticeti non è stata dimostrata la trasmissione del suono attraverso la mandibola ed è probabile che la ricezione avvenga direttamente attraverso il condotto uditivo.

### Apparato respiratorio

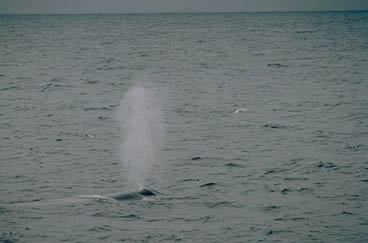
Soffio di balenottera azzurra (Balaenoptera musculus).

I Cetacei, come tutti i Mammiferi, respirano l'aria per mezzo di polmoni. Per questo motivo, essi hanno la necessità di raggiungere periodicamente la superficie del mare per effettuare gli scambi respiratori tra CO2 e O2.
Le narici si sono spostate sulla sommità del capo e costituiscono gli sfiatatoi. Questa soluzione permette ai cetacei di rimanere quasi completamente immersi durante la respirazione. Mentre nei misticeti lo sfiatatoio è costituito da due orifizi, negli odontoceti ne è presente soltanto uno. L'apertura dello sfiatatoio avviene per azione di muscoli volontari e quindi, diversamente dagli altri mammiferi, i cetacei devono decidere quando respirare.
L'aria espirata, riscaldata dai polmoni, una volta entrata in contatto con l'esterno si condensa e forma un getto, chiamato soffio o spruzzo e visibile anche da grandi distanze. Poiché forma, direzione e altezza del soffio variano da specie a specie, i cetacei possono essere identificati a distanza utilizzando questa caratteristica.
La trachea è costituita da una serie di anelli cartilaginei uniti gli uni agli altri. Nei Misticeti gli anelli sono aperti e collassabili, diversamente da quanto avviene negli Odontoceti, in cui invece gli anelli sono chiusi.
I polmoni hanno una forma a sacco, non sono lobati e, diversamente da quello che si potrebbe pensare, non sono più grandi di quelli degli altri mammiferi. Il polmone destro è generalmente più grande e lungo del sinistro, per potere accogliere il cuore all'interno della gabbia toracica. Il volume polmonare è più basso di quello dei mammiferi terrestri, per evitare il rischio di formazione di emboli gassosi durante le risalite dalle immersioni profonde. Alle alte profondità, infatti, la pressione spinge gli organi interni sul diaframma, che fa sì che i polmoni, avendo un basso volume, si svuotino quasi completamente.
Gli alveoli sono altamente vascolarizzati e permettono di assorbire quasi tutto l'ossigeno presente nell'aria inspirata. T. truncatus riesce ad assorbire circa il 90% dell'ossigeno presente nei polmoni, mentre l'uomo ne assorbe solo il 20%.
I polmoni dei cetacei hanno la capacità di collassare quasi completamente con l'aumentare della profondità e nella maggior parte di essi il collasso completo avviene a una profondità di circa 100 metri. Questa caratteristica permette ai cetacei di evitare pericolosi accumuli di azoto all'interno del sangue, che potrebbe portare all'insorgenza della malattia da decompressione o alla narcosi da azoto, malattie ben note ai subacquei. Con l'aumentare della pressione, aumenta anche la solubilità dell'azoto presente nell'aria inspirata; durante la risalita, con la diminuzione della pressione, l'azoto torna alla forma gassosa e potrebbe formare delle pericolose bolle all'interno del sangue. Il collasso dei polmoni evita questo problema spingendo l'aria nelle vie aeree superiori (bronchi e trachea), dove non viene in contatto con il sangue.
I Cetacei sono in grado di rimanere sott'acqua senza respirare per periodi di tempo molto più lunghi di tutti gli altri mammiferi. Alcune specie, come i capodogli (Physeter macrocephalus), possono rimanere sott'acqua fino a poco più di due ore con una sola inspirazione d'aria. Nella tabella 2 sono messi a confronto diversi tempi d'immersione e le profondità massime raggiunte da alcuni cetacei.
| Specie                     | Tempo (min.) | Profondità (metri) |
| -------------------------- | ------------ | ------------------ |
| Lagenorhynchus obliquidens | 5            | 210                |
| Tursiops truncatus         | 10           | 535                |
| Orcinus orca               | 15           | 250                |
| Monodon monoceros          | 20           | 1 000              |
| Megaptera novaeangliae     | 20           | 150                |
| Eschrichtius robustus      | 25           | 170                |
| Balaenoptera physalus      | 30           | 500                |
| Balaenoptera musculus      | 50           | 100                |
| Balaena mysticetus         | 80           | 300                |
| Hyperoodon sp.             | 120          | 1 000              |
| Physeter macrocephalus     | 140          | 3 000              |

### Apparato circolatorio
L'apparato circolatorio dei cetacei non differisce molto da quello dei mammiferi terrestri. Il sangue non ossigenato viene pompato dal cuore verso la circolazione polmonare per mezzo dell'arteria polmonare che arriva ai polmoni. Qui il sangue si ossigena e, per mezzo della vena polmonare, torna al cuore da dove viene immesso nella circolazione sistemica, per ritornare al cuore mediante la vena cava.
Nei mammiferi terrestri il sangue raggiunge il cervello attraverso le carotidi, mentre nei Cetacei è l'arteria spinale anteriore a raggiungere la testa e irrorare il cervello.
Come in tutti i mammiferi, il cuore dei Cetacei presenta 4 cavità, due atri e due ventricoli. Durante l'immersione, il cuore va incontro a bradicardia, cioè ad una riduzione della frequenza cardiaca. Spesso la bradicardia inizia poco prima che l'animale si immerga e poco prima che inizi la risalita verso la superficie, la frequenza aumenta (tachicardia). In T. truncatus la frequenza cardiaca in superficie è di circa 110 bpm e scende a circa 37 bpm durante un'immersione di circa 4 min; nell'orca (Orcinus orca), la frequenza in superficie è di circa 60 bpm e scenda a 30 bpm dopo più di 15 s di immersione. La bradicardia è accompagnata da una riduzione del flusso sanguigno verso l'intestino, i muscoli e la pelle che permette alla pressione arteriosa di rimanere pressoché costante e fa sì che gli organi vitali, quali: cervello, reni, fegato e cuore, vengano ben irrorati. I muscoli, per assicurarsi un buon rifornimento di ossigeno durante le immersioni, presentano concentrazioni di mioglobina da 3 a 10 volte superiori rispetto ai muscoli dei mammiferi terrestri. La distribuzione della mioglobina non è uniforme nei vari muscoli dell'organismo: è più abbondante nei muscoli dorsali posti vicino alla coda e nella porzione dei muscoli che si trova a più stretto contatto con le vertebre. Inoltre, i Cetacei capaci di compiere immersioni profonde presentano concentrazioni di mioglobina più elevate di quelli che vivono lungo le coste e che effettuano immersioni a minori profondità e di minore durata.
Il sangue dei Cetacei ha un'alta concentrazione di emoglobina per assicurare un efficiente trasporto dell'ossigeno durante le immersioni. I mammiferi terrestri presentano valori di emoglobina del sangue che vanno dagli 11 ai 14 g/dl, mentre i Cetacei capaci di compiere immersioni profonde presentano valori compresi tra i 21 e i 25 g/dl.

### Apparato scheletrico

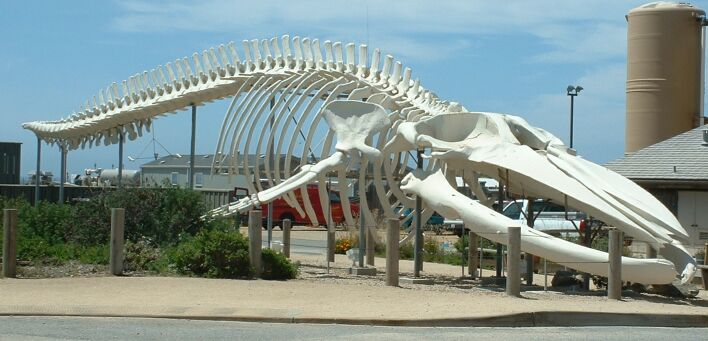
Scheletro di Balaenoptera musculus.

Poiché non sono deputate a sostenere il peso del corpo, le ossa dei Cetacei sono relativamente leggere e spugnose. In esse è presente un'alta concentrazione di grassi, che aiuta gli animali nel galleggiamento.
La colonna vertebrale è costituita da 4 regioni, cervicale, toracica, lombare e caudale. Poiché è assente il cinto pelvico, non è presente la regione sacrale. Le vertebre del collo, sempre in numero di 7, sono fuse nella maggior parte dei cetacei, fornendo stabilità durante il nuoto a scapito della flessibilità. In Tursiops truncatus sono fuse solo le prime due vertebre, mentre in Ziphius cavirostris sono fuse le prime 4. Le vertebre toraciche variano in numero tra le diverse specie e anche tra gli individui della stessa specie; le vertebre della regione lombare sono molto più numerose di quelle dei mammiferi terrestri. Il focenoide (Phocoenoides dalli) presenta 29-30 vertebre lombari ed è il cetaceo che ne possiede di più, mentre il Kogia sima, con solo 2 vertebre, è la specie che ne possiede di meno; anche il numero delle vertebre della regione caudale varia da specie a specie: la caperea (Caperea marginata) ne possiede 13, mentre lo zifio (Ziphius cavirostris) ne possiede 49. Il numero totale delle vertebre varia da 41 a 98. La regione toracico-lombare è piuttosto rigida per la presenza di tessuto connettivo subdermico, mentre la colonna vertebrale diventa più flessibile in corrispondenza della testa e della coda, consentendo i movimenti dorso-ventrali responsabili del nuoto.
La gabbia toracica è costituita da un numero variabile di coste ed è molto flessibile, per permettere ai polmoni di collassare durante le immersioni profonde ed evitare l'accumulo di azoto nel sangue.

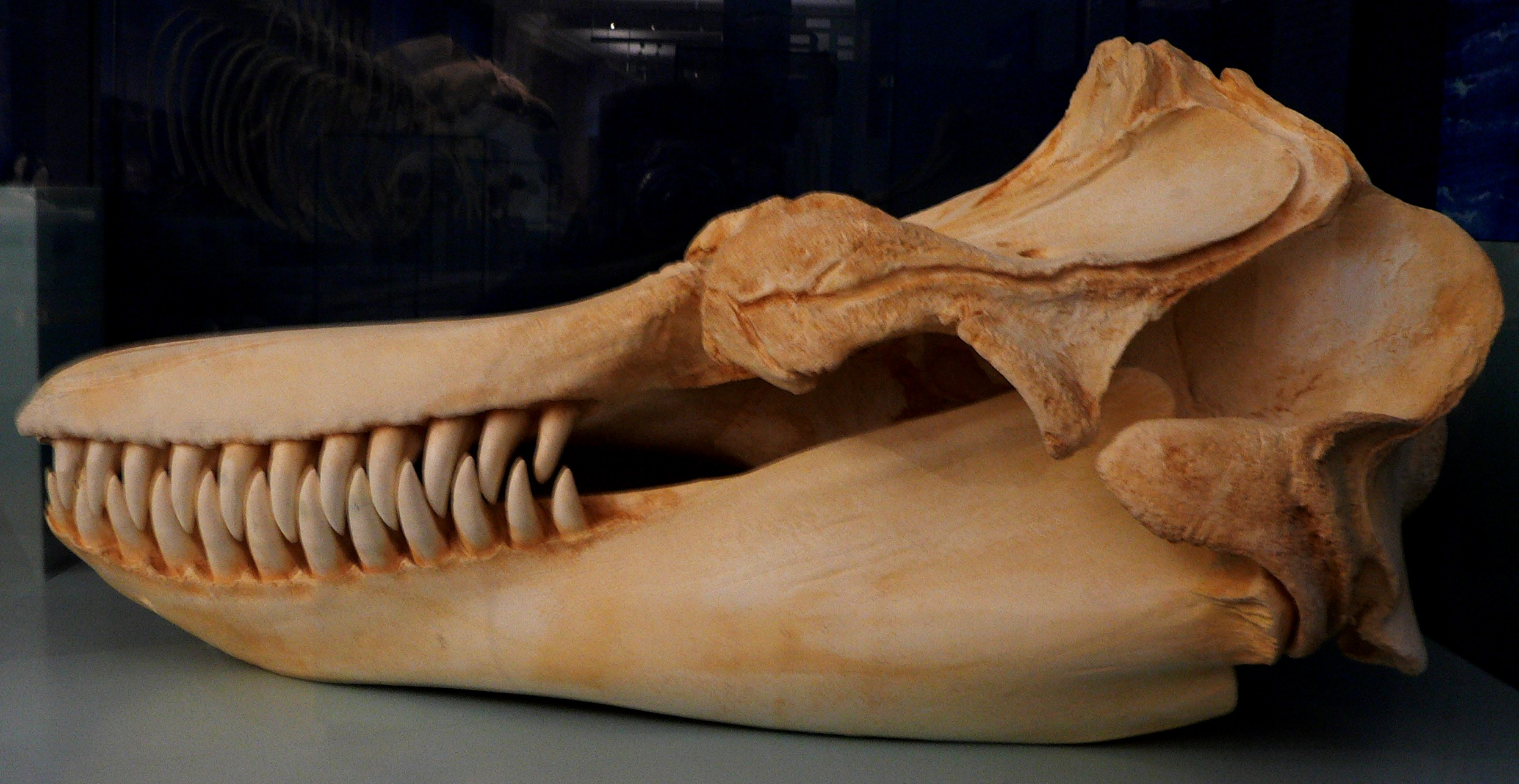
Teschio di Orcinus orca.

Il cranio è telescopico ed asimmetrico: le ossa mascellari e mandibolari sono allungate anteriormente a formare il rostro e negli odontoceti si allargano posteriormente per accogliere il melone, una massa di tessuto adiposo che si pensa svolga un ruolo nell'ecolocalizzazione; sempre negli Odontoceti, le ossa della parte destra del cranio sono più larghe di quelle della parte sinistra. Si tratta di una conseguenza del fatto che la parte destra si è specializzata nella produzione del suono, mentre la sinistra nella respirazione.
Essendo derivato da quello dei mammiferi terrestri, l'arto anteriore dei cetacei è costituito dalle stesse ossa, omero, radio e ulna. Queste ossa, però, sono più corte e più piatte di quelle dei mammiferi terrestri e inoltre ulna e radio sono più lunghe dell'omero. Tutti i cetacei presentano un certo grado di iperfalangia che riguarda principalmente le dita centrali. Il maggior numero di falangi sono possedute dai globicefali (Globicephala sp.): da 3 a 4 nel primo dito, da 9 a 14 nel secondo e da 9 a 11 nel terzo.

### Apparato digerente
La straordinaria lunghezza del tratto digestivo dei cetacei può essere dovuta alla grande taglia di questi animali o al fatto che li aiuti nel mantenimento del bilancio idrico. Non vi è correlazione tra la lunghezza del sistema digerente e i tipi di prede da digerire.
L'esofago è una struttura tubulare, lunga e dalle pareti spesse, in cui sono presenti delle cellule mucipare che secernono un liquido lubrificante, il muco, per agevolare il passaggio del cibo.
Lo stomaco è diviso in più camere, come nei ruminanti. Mentre questi ne hanno 4, nei cetacei ne sono presenti 3,
- stomaco anteriore o prestomaco, omologo a rumine, reticolo e omaso dei ruminanti;
- stomaco principale, omologo all'abomaso;
- stomaco posteriore o pilorico, equivalente alla regione pilorica dell'abomaso.

Lo stomaco anteriore, che non presenta ghiandole, è dotato di una robusta muscolatura e contiene al suo interno ossa e piccole pietre per sminuzzare il cibo. Sono presenti anche dei batteri anaerobi che aiutano l'animale nella digestione del cibo mediante la fermentazione batterica, così come avviene nel rumine. Lo stomaco medio presenta delle ghiandole gastriche che secernono pepsina, lipasi e acido cloridrico. La digestione gastrica prosegue nello stomaco posteriore, le cui pareti sono ricche di cellule mucipare. Attraverso il piloro il cibo digerito passa nel duodeno, la prima parte dell'intestino, dove avviene l'assorbimento delle sostanze nutritive.
I Cetacei sono privi di appendice e la sua funzione di filtro potrebbe essere svolta da un complesso di organi linfatici noti come tonsille anali. Non è ancora chiaro se queste tonsille siano presenti in tutti i cetacei, ciò che è certo è che sono molto sviluppate nei tursiopi (T. truncatus).
Il fegato può essere bilobato o trilobato ed è assente la cistifellea. Il pancreas ha forma allungata, è collegato all'intestino per mezzo del dotto pancreatico ed è generalmente più grande nelle femmine.

#### Denti e fanoni

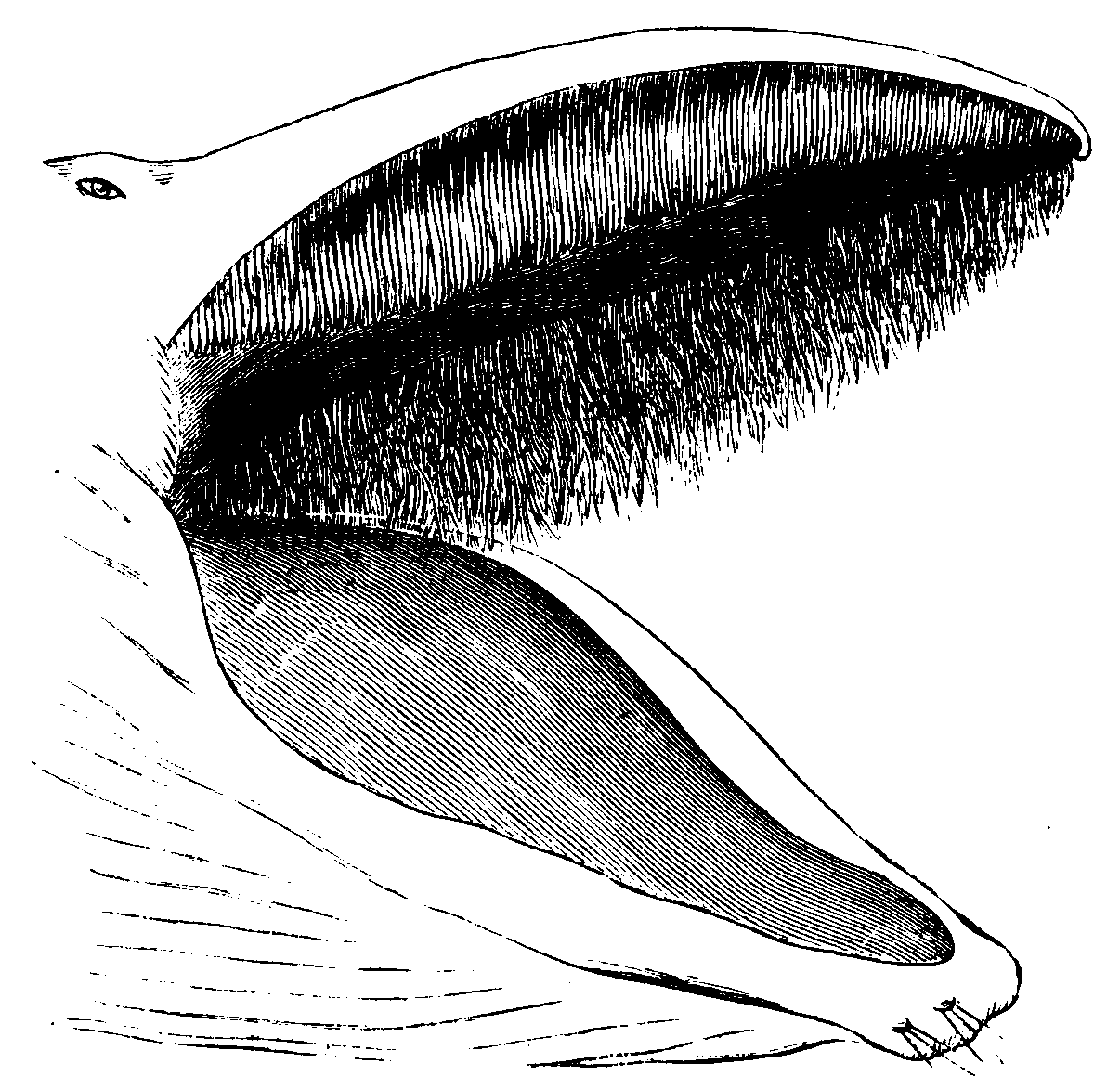
Disegno della bocca di una balena. Notare i fanoni che si estendono dalla mascella alla mandibola.

La principale caratteristica che distingue gli Odontoceti dai Misticeti è la presenza dei denti nei primi e dei fanoni nei secondi.
Forma, numero e dimensione dei denti degli odontoceti variano da specie a specie, ma tutti sono caratterizzati dall'essere omodonti e monofiodonti. Il numero dei denti può variare anche all'interno della stessa specie: nei capodogli (Physeter macrocephalus), nei delfini comuni (Delphinus delphis) e nei globicefali (Globicephala sp.) il numero di denti varia da 6 a 18. Alcuni odontoceti, come i capodogli, presentano i denti solo nella mandibola, mentre alcuni zifidi (Ziphiidae) presentano un solo dente in ogni emimandibola. Anche la forma dei denti varia tra le diverse famiglie. I delfinidi (Delphinidae), per esempio, presentano dei denti conici ed arcuati, mentre nei focenidi (Phocoenidae) i denti sono appiattiti. I maschi dei narvali (Monodon monoceros) sono ben noti per il possedere una zanna avvolta a spirale, ad avvolgimento sinistrorso, che probabilmente ha dato origine al mito dell'unicorno. La sua funzione non è ben nota, si pensa che i maschi la utilizzino per i combattimenti intraspecifici per le femmine.
I fanoni sono delle strutture filamentose cheratiniche che si estendono dalla mascella dei Misticeti. Si accrescono dalla loro parte basale e sono continuamente erosi dall'azione della lingua e per l'abrasione dovuta alle prede. Vengono usati da balene e balenottere come un filtro che intrappola piccoli pesci, organismi planctonici e krill. La lunghezza dei fanoni varia tra le varie specie. I più lunghi sono posseduti dalle balene franche (Balaenidae), in cui possono raggiungere la lunghezza di 3 m, mentre i più corti sono quelli delle balena grigia (Eschrichtius robustus), in cui non superano i 50 cm.

### Apparato genitale e riproduzione

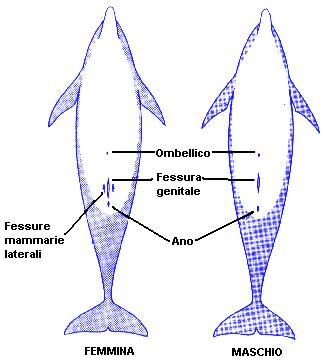
Disposizione delle fessure genitali e mammarie in Tursiops truncatus.

L'apparato genitale dei Cetacei non si discosta di molto dalla tipica struttura di quello dei mammiferi terrestri, ma sono presenti degli adattamenti che riguardano soprattutto i genitali esterni e le ghiandole mammarie, nascosti all'interno di tasche genitali per favorire l'idrodinamicità.
Nelle femmine, le ovaie si trovano all'interno della cavità addominale. Nei Misticeti sono ovali, allungate e convolute, mentre negli Odontoceti sono sferiche e lisce. Nei Misticeti è possibile stabilire il numero di ovulazioni avvenute nel passato osservando e contando i corpora albicans, delle cicatrici che restano nell'ovaia dopo la degenerazione del corpo luteo, se l'ovulo non viene fecondato. Nei mammiferi terrestri queste cicatrici non sono persistenti, mentre nei Misticeti restano a vita. Negli Odontoceti solitamente l'ovaia sinistra è più sviluppata e funzionale della destra, mentre ciò non avviene nei Misticeti, nei quali entrambe le ovaie sono pienamente funzionanti. La vagina è lunga e nascosta all'interno di una tasca genitale, che comprende anche l'orifizio anale. Anche le ghiandole mammarie, lunghe ed appiattite, sono nascoste all'interno di tasche, dette fessure mammarie e poste ai lati della vagina.
Diversamente dai mammiferi terrestri, i testicoli dei maschi non sono esterni, ma sono situati all'interno della cavità addominale, vicino ai reni. Sono di forma cilindrica e, osservati in sezione trasversale, sono ovali o circolari. Il peso di questi organi in rapporto al peso corporeo è tra i più alti di tutto il regno animale. I due testicoli delle balene franche insieme possono raggiungere il peso di 900 kg, corrispondenti a circa il 10% della massa corporea dell'animale. Anche il pene, quando non è eretto, è completamente nascosto all'interno della tasca genitale. L'erezione è dovuta alla muscolatura e non alla vasodilatazione dei vasi sanguigni dei corpi cavernosi come in tutti gli altri mammiferi. Il pene dei misticeti più grandi può raggiungere la lunghezza di circa 3 m e il diametro di 30 cm.
Generalmente la copulazione avviene pancia a pancia ed è molto rapida.
Negli Odontoceti la gestazione dura da 7 a 17 mesi e vi è una correlazione tra la grandezza del corpo dell'animale e la durata della gravidanza, il tasso di accrescimento del feto e il peso alla nascita del cucciolo. Animali più grandi, come le orche o i globicefali, hanno tempi di gestazione maggiori. In molti Misticeti, nonostante le grandi dimensioni corporee, i tempi di gestazione sono inferiori rispetto a quelli di molti Odontoceti. La gravidanza infatti dura dai 10 ai 13 mesi. Ciò si spiega con le lunghe migrazioni annuali compiute dai misticeti dalle aree in cui si nutrono a quelle in cui si riproducono, difficilmente compatibili con durate della gestazione superiori a un anno.

### Termoregolazione
Come tutti i mammiferi, i cetacei sono animali omeotermi e quindi hanno la necessità di mantenere costante la temperatura corporea.
L'acqua ha una conducibilità termica elevata, che si traduce in un tasso di trasferimento del calore superiore di circa 24 volte rispetto a quello dell'aria e quindi, complice anche la mancanza dei peli, questi animali hanno dovuto sviluppare dei meccanismi efficaci per assicurare la termoregolazione. Un importante ruolo viene svolto dallo spesso strato di grasso e tessuto connettivo presente sotto la pelle, a livello dell'ipoderma. Questo pannicolo adiposo funziona come un isolante termico, che evita la dispersione del calore in modo molto efficiente. In alcuni odontoceti, come Delphinidae e Phocoenidae, questo strato di grasso presenta delle variazioni stagionali nello spessore. Durante le stagioni calde, quando aumenta la temperatura dell'acqua, il pannicolo diminuisce di volume, per aumentare poi nelle stagioni fredde. La quantità e il tipo di lipidi presenti all'interno del pannicolo influenzano la capacità isolante dello stesso. Il pannicolo della focena comune (Phocoena phocoena) è costituito per circa l'80% da grassi, mentre nella stenella maculata atlantica (Stenella frontalis) sono presenti solo il 55% di grassi. Questa differenza porta al risultato che il pannicolo adiposo della focena ha una capacità isolante 4 volte superiore rispetto a quello della stenella.
Nella pinna dorsale e nei lobi della pinna caudale è presente una fitta rete superficiale di capillari sanguigni chiamata rete mirabile, che dà un importante contributo alla termoregolazione agendo come uno scambiatore di calore controcorrente. Il calore passa infatti dalle arterie, che trasportano sangue più caldo proveniente dall'interno del corpo, ai capillari venosi della rete che le circondano, nei quali scorre nel verso opposto il sangue che è stato raffreddato dall'acqua esterna.

### Osmoregolazione
Vivendo in un ambiente iperosmotico, cioè con una concentrazione di ioni superiore a quella dei fluidi corporei, i cetacei (tranne i delfini di fiume) devono evitare la disidratazione dovuta a fenomeni di osmosi.
I principali organi deputati al mantenimento del bilancio idrico sono i reni. Nei Cetacei questi organi sono costituiti da un grande numero di piccoli lobi, chiamati renicoli e sono simili ai reni di orsi e otarie. Un singolo renicolo è costituito da una regione midollare e una corticale. Sebbene l'anatomia del rene di un cetaceo possa consentirgli di produrre un'urina molto concentrata, è stato dimostrato che ciò non avviene. L'urina prodotta da questi animali è solo leggermente più concentrata di quella prodotta dalla maggior parte dei mammiferi terrestri. È stato ipotizzato che la disidratazione stimoli l'aumento della produzione metabolica dell'acqua per mezzo dell'ossidazione dei grassi e che l'acqua in eccesso venga poi espulsa dai reni, diluendo l'urina.
Alcuni delfinidi, come i delfini comuni (Delphinus delphis) e i tursiopi, sono in grado di bere l'acqua del mare, ma si tratta di eccezioni. Generalmente, infatti, i cetacei non bevono, ma assorbono l'acqua presente nei cibi o la ricavano attraverso le vie metaboliche di degradazione di carboidrati, proteine e lipidi.

### Durata della vita
La maggior parte dei cetacei può vivere per circa 20-30 anni, ma alcuni superano abbondantemente questa età. Una Balaenoptera physalus ha raggiunto i 116 anni, mentre uno studio del 1999 ha rivelato come diversi esemplari di Balaena mysticetus raggiungano e superino i 100 anni.

## Distribuzione ed habitat
I cetacei sono diffusi in tutti i mari e oceani del mondo e alcune specie abitano laghi e fiumi in Nordamerica, Sudamerica e Asia. Alcune specie, come per esempio le orche (Orcinus orca) sono cosmopolite, altre sono diffuse in ampie aree geografiche ma non sono presenti in tutte le acque del mondo ed altre ancora vivono in aree più ristrette. È questo il caso, per esempio, della Phocoena sinus, endemica della parte settentrionale del Golfo di California.
Alcuni cetacei vivono vicino alle coste, in quella che viene definita provincia neritica, altri vivono in mare aperto, nella provincia oceanica e alcune specie, come Tursiops truncatus, presentano popolazioni diverse che vivono o in una o nell'altra provincia. Inoltre alcuni cetacei vivono in prossimità di estuari di fiumi e altri nuotano nelle acque dolci.

## Biologia

### Migrazioni
Molti misticeti compiono delle migrazioni da zone in cui si cibano (feeding zone) a quelle in cui si riproducono (breeding zone). È questo il caso delle megattere (Megaptera novaeangliae), che in estate nuotano e si nutrono nei mari delle regioni polari, abbondanti di krill, per poi migrare verso l'equatore in inverno, dove avviene l'accoppiamento e il parto delle femmine gravide. Secondo Corkeron e Connor, i misticeti migrano, oltre che per la ricerca del cibo e per partorire in acqua calme, anche per proteggere i cuccioli dagli attacchi delle orche. Questi predatori, infatti, sono più abbondanti alle alte latitudini e non seguono le balene nelle loro migrazioni poiché si allontanerebbero troppo dalle zone in cui si trovano le loro prede principali, i pinnipedi.
Tra gli odontoceti, le specie più piccole, come la Stenella coeruleoalba, compiono delle piccole migrazioni, spostandosi dalla costa al mare aperto alla ricerca del cibo, mentre le specie più grandi, come i capodogli (Physeter macrocephalus), sono in grado di effettuare spostamenti di maggiore portata.
Non si conoscono ancora bene i meccanismi attraverso cui i cetacei riescono a trovare le rotte migratorie. Si pensa che possano basarsi sul campo geomagnetico, sulla posizione del sole, sulle correnti marine o sulla localizzazione della provenienza di suoni a bassissima frequenza.

### Cibo e alimentazione
Tutti i Cetacei sono organismi predatori e si trovano al vertice della catena alimentare. Sono pochi i nemici naturali di questi animali e il più pericoloso è sicuramente l'uomo. I misticeti si nutrono generalmente di piccoli organismi planctonici e di piccoli pesci, mentre gli odontoceti predano organismi di dimensioni maggiori, come cefalopodi, soprattutto calamari (Teuthida) e pesci. Le orche, uniche tra i Cetacei, si cibano anche di mammiferi marini, quali otarie (Otariidae) e focene (Phocoenidae). Da ciò deriva il nome comune inglese di questi animali, Killer Whale, balena assassina.

#### Strategie alimentari dei Misticeti

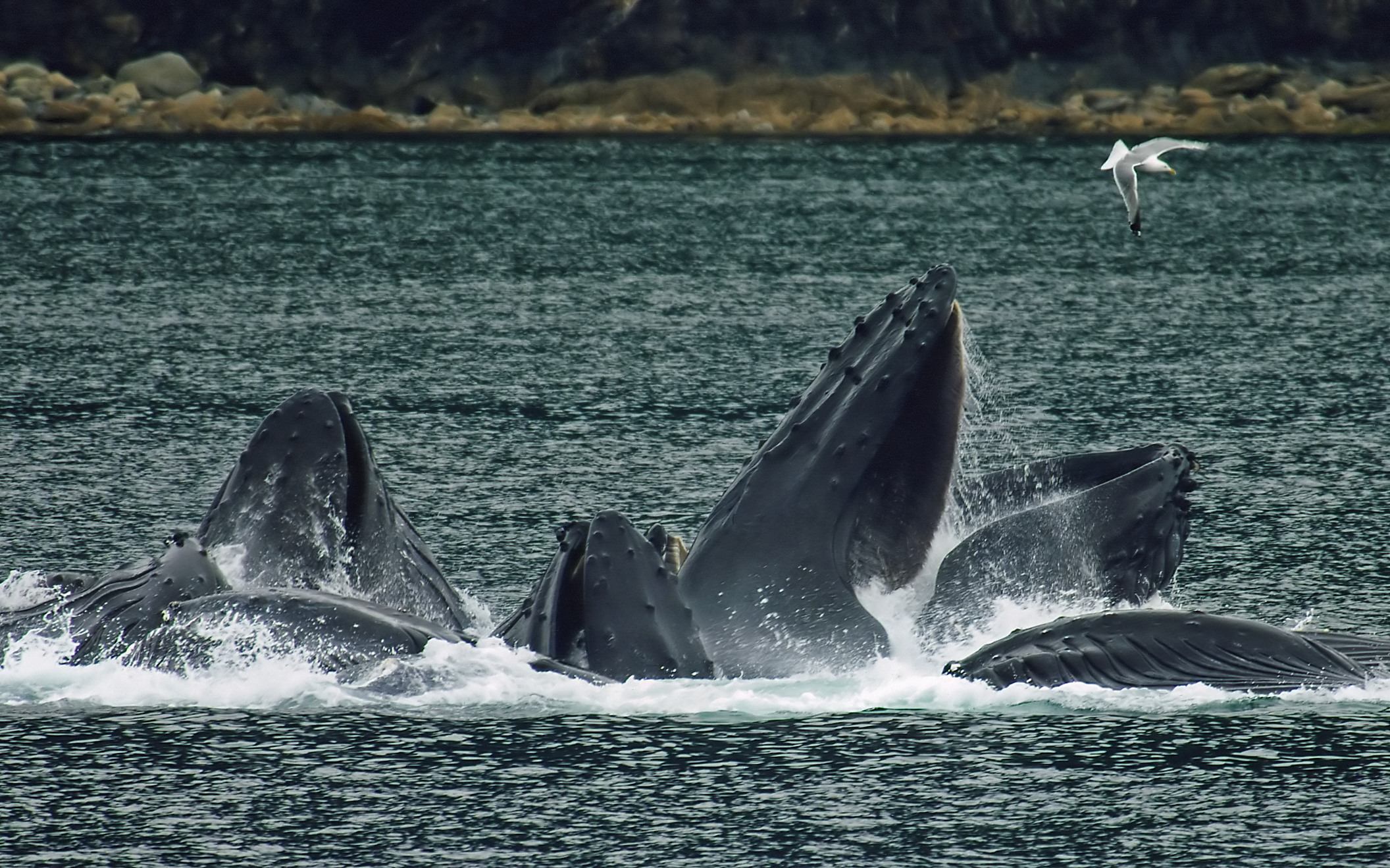
Un gruppo di megattere (Megaptera novaeangliae) si nutre dopo aver confuso le prede mediante la formazione di una rete di bolle.

Nei Misticeti sono presenti tre diversi tipi di strategie alimentari. I Balenidi e i Neobalenidi (Neobalaenidae) si nutrono nuotando lentamente nelle acque superficiali tenendo la bocca aperta. In questo modo viene filtrata una grande quantità di acqua e ingenti quantità di piccoli copepodi rimangono intrappolati nei lunghi fanoni. Le balenottere (Balaenopteridae) presentano una grande apertura buccale e un gran numero di pieghe, chiamate solchi golari, nella regione ventrale della bocca e della gola, che hanno la funzione di aumentare il volume di acqua che può essere contenuto all'interno della bocca. La bocca della balenottera azzurra può contenere circa 70 t di acqua, pari a circa il 70% del peso corporeo dell'animale. I movimenti della lingua creano una pressione negativa che risucchia l'acqua e le prede in essa contenute all'interno della bocca. Successivamente questa si richiude e la lingua spinge l'acqua e le prede, principalmente krill, verso i fanoni. L'acqua viene espulsa all'esterno, mentre le prede rimangono intrappolate e poi ingerite. Le megattere (Megaptera novaeangliae) spesso formano delle associazioni per cacciare e utilizzano un particolare sistema di caccia, detto bubble-feeding. Quando questi animali cacciano piccoli pesci di branco come le aringhe (Clupea harengus), un membro del gruppo forma una serie di bolle prodotte dall'aria espirata dallo sfiatatoio. Le altre balene nuotano al di sotto del branco dei pesci e li spingono verso le bolle, che formano una sorta di rete. Sembra che questa rete confonda le prede, che si compattano a formare una struttura sferica che le rende più facilmente catturabili. A questo punto le balene attaccano i pesci dal basso, ingoiandone grandi quantità. Per facilitare l'esecuzione di queste manovre e coordinarsi l'una con l'altra, le megattere comunicano tra loro emettendo una serie di richiami acustici. Le balene grigie (Eschrichtius robustus) si nutrono di piccoli crostacei che vivono all'interno dei sedimenti del fondale. Queste balene nuotano con il dorso rivolto verso il basso e usano la lingua per "dragare" il fondo, ingerendo acqua e sedimenti, che vengono poi spinti dalla lingua verso i fanoni ed espulsi, mentre le prede restano intrappolate e quindi vengono ingerite.

#### Strategie alimentari degli Odontoceti ed ecolocalizzazione
Gli Odontoceti si nutrono di prede più grandi rispetto a quelle dei Misticeti e utilizzano tutti il sistema dell'ecolocalizzazione per individuarle. Questi animali producono una serie di suoni ad alta frequenza, detti click, che vengono diretti nella direzione in cui punta la testa. Quando i click raggiungono una preda, rimbalzano e tornano indietro. L'eco di ritorno viene recepita dalla mandibola, che trasmette le vibrazioni all'orecchio per mezzo di una sostanza oleosa. I click sono generati da tre sacche aeree poste nella testa dell'animale e vengono amplificati dal melone.
I suoni vengono usati anche per stordire le prede, soprattutto pesci clupeidi (Clupeidae) come le aringhe (Clupea harengus), che hanno evoluto la capacità di percepire gli ultrasuoni e quindi sono in grado di sfuggire alla cattura riuscendo ad identificare i suoni dell'ecolocalizzazione. Per evitare che ciò accada alcuni Odontoceti producono dei suoni detti bang, che possono raggiungere i 256 dB e che disorientano e stordiscono i pesci. I bang vengono prodotti con lo stesso meccanismo dell'ecolocalizzazione, ma alcune specie li producono anche mediante la chiusura rapida delle mascelle.
Mentre i Misticeti si nutrono prevalentemente in acque superficiali, molti Odontoceti si spingono più in profondità. I capodogli e gli zifidi si immergono a profondità molto elevate per cacciare e nutrirsi di calamari e i primi sono noti per essere predatori dei calamari giganti (Architeuthis). Le orche sono in grado di cacciare animali più grandi di loro, adottando tattiche consistenti nel circondare la preda e nella divisione dei compiti tra i vari membri del pod durante l'attacco. Le orche che vivono in Patagonia utilizzano un metodo di caccia, detto spiaggiamento volontario, che consiste nel cacciare le otarie direttamente sulla spiaggia, avendo sviluppato una tecnica efficace per poter poi ritornare in mare. Questa tecnica non è innata, ma viene insegnata dalle madri ai cuccioli. Alcuni tursiopi che vivono nella Shark Bay, in Australia, utilizzano una tecnica di caccia simile per la cattura dei pesci di cui si nutrono: circondano i pesci e li spingono verso la costa fino a farli spiaggiare, in modo che siano più facilmente catturabili.

### Comportamenti sociali

#### Formazione di gruppi

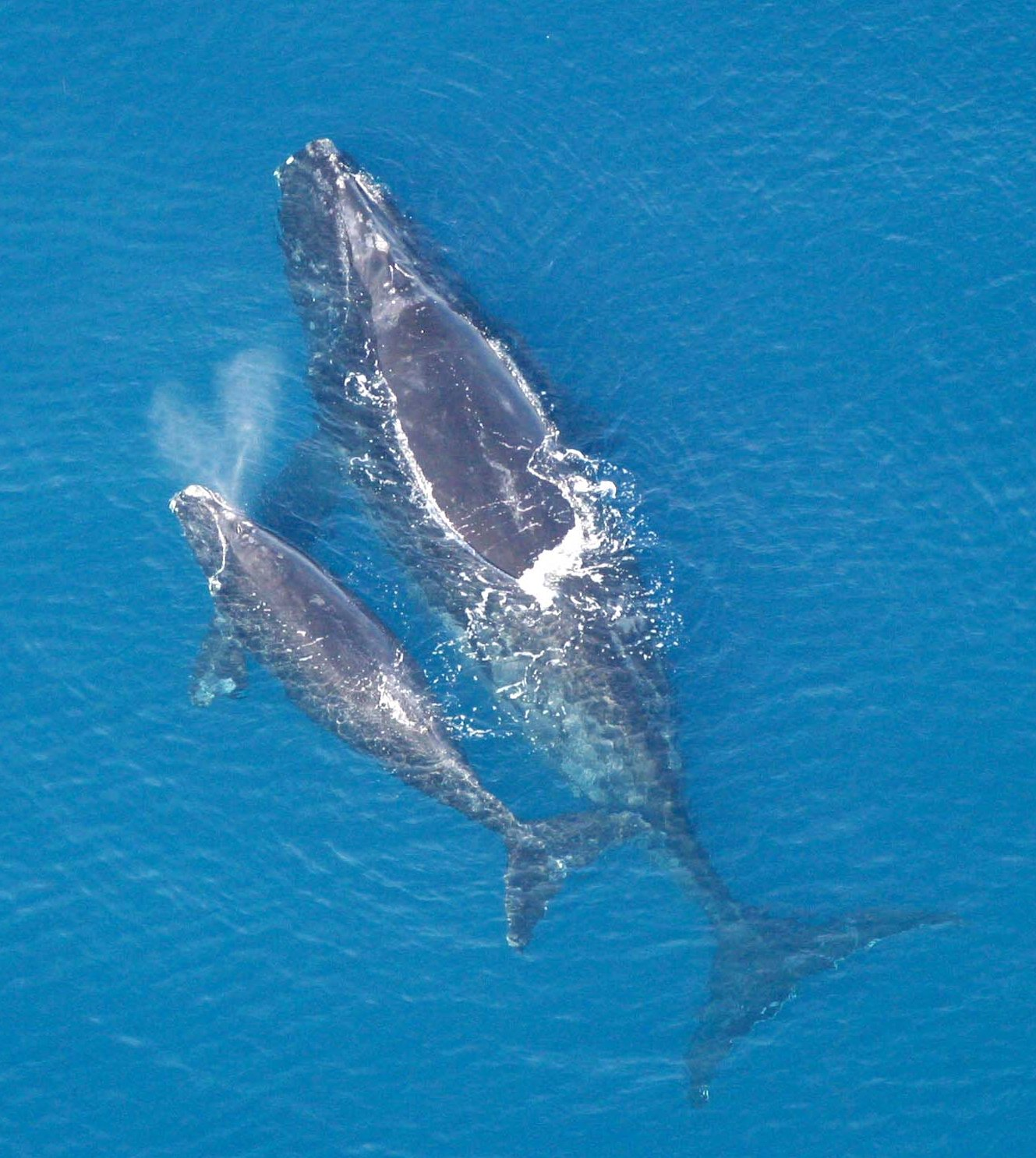
Una balena franca nordatlantica (Eubalaena glacialis) insieme al suo cucciolo.

Molti Cetacei si associano e formano dei branchi costituiti da un numero variabile di individui. Le associazioni si possono formare a scopo difensivo, per attuare tecniche di caccia più efficaci, ma soprattutto per motivi riproduttivi.
I Misticeti generalmente non formano gruppi numerosi e spesso il massimo livello di organizzazione sociale è costituito dall'associazione temporanea di una femmina con il proprio cucciolo. Un'eccezione è costituita dalle megattere, che possono formare delle associazioni per cacciare mediante la tecnica del bubble feeding, già descritta precedentemente.
Più complessi e articolati sono i comportamenti sociali degli Odontoceti. Molte specie formano delle associazioni a lungo termine, più o meno complesse, chiamate scuole (school) o pod nel caso delle orche. Le scuole possono essere costituite anche da migliaia di individui e in alcuni casi possono essere formate da associazioni tra specie diverse. Le stenelle striate (Stenella coeruleoalba), per esempio, possono formare delle associazioni interspecifiche con altri Odontoceti quali delfini comuni (Delphinus delphis) e grampi (Grampus griseus).

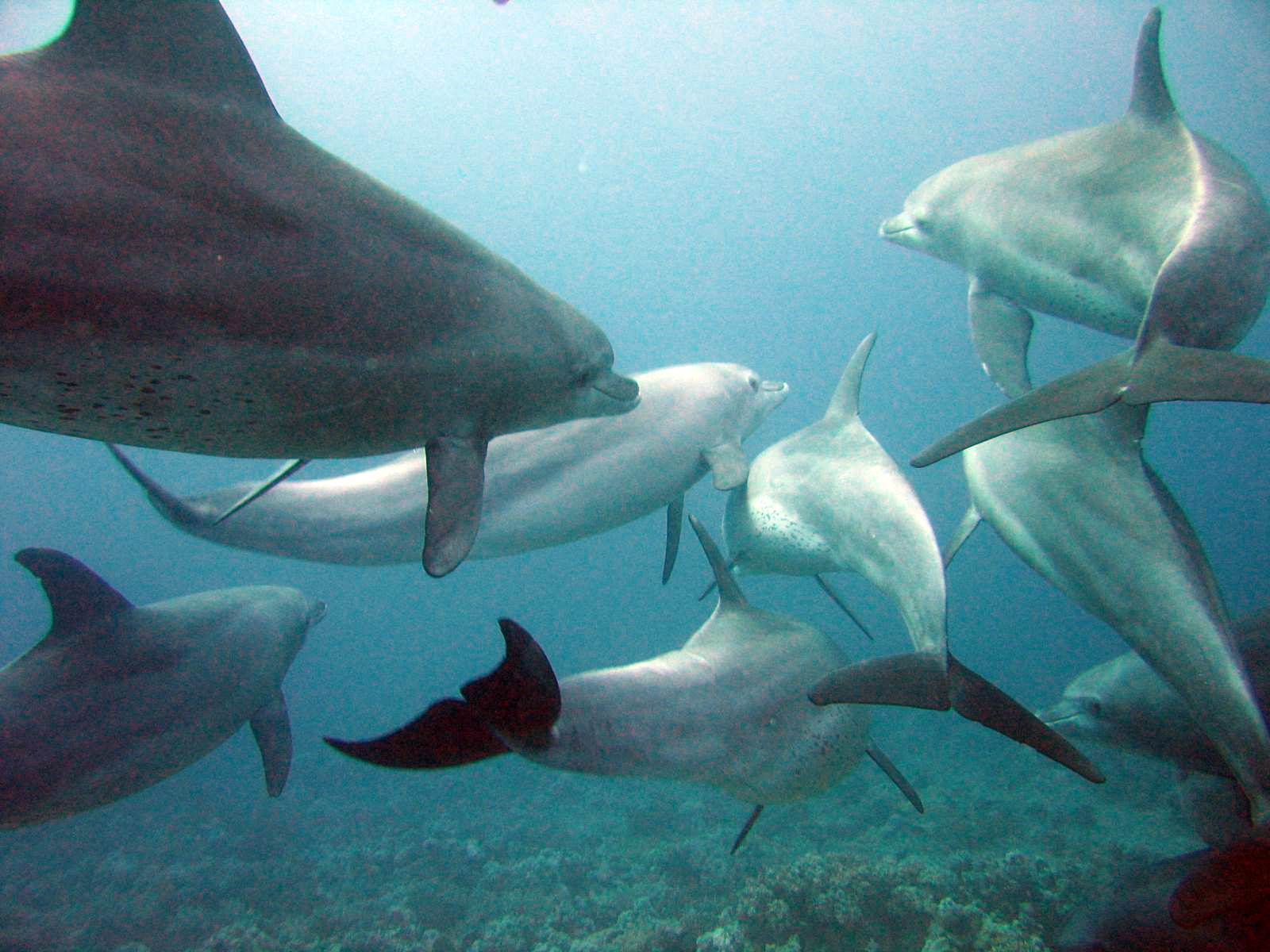
Scuola di tursiopi indo-pacifici (Tursiops aduncus) nel Mar Rosso.

Le strutture sociali degli Odontoceti sono generalmente dominate da associazioni tra individui di sesso femminile, cui poi si uniscono i maschi al momento della riproduzione. Non sono infrequenti i combattimenti tra i maschi per la conquista delle femmine, come è testimoniato dalla presenza di cicatrici lasciate sulla pelle dai denti dei conspecifici. Spesso, come avviene nei tursiopi della Shark Bay in Australia, i maschi possono formare delle piccole coalizioni, dette alleanze, che combattono con altre alleanze, possono "rubare" le femmine di una scuola e costringerle all'accoppiamento forzato. Le stenelle dal lungo rostro (Stenella longirostris) si associano in scuole formate da circa 100 individui. All'interno della scuola si formano delle sotto-associazioni di circa 12 individui, che nuotano in modo sincronizzato in una formazione a forma di V, simile a quella che si osserva nelle oche in volo.
I pod delle orche sono associazioni matriarcali guidate dalla femmina matura più anziana e costituite da almeno un maschio, dai cuccioli e da altre femmine. I maschi che nascono in un pod crescendo continuano a farne parte, ma si accoppiano solo con individui appartenenti a pod diversi. I membri del pod comunicano tra di loro per mezzo di un dialetto che varia da associazione ad associazione e che viene insegnato alle nuove generazioni.
I capodogli formano associazioni simili ai pod, chiamate unità, nelle quali i maschi non rimangono con le femmine e i cuccioli, ma all'età di circa 5 anni intraprendono un lungo viaggio verso latitudini maggiori, dove trovano maggiore disponibilità di cibo, per completare lo sviluppo. Successivamente si spostano da un'unità all'altra per accoppiarsi con un maggior numero di femmine.

#### Comunicazione
Il principale mezzo con cui i Cetacei comunicano è costituito dalla produzione di suoni. Un ruolo importante nella comunicazione è svolto anche dal linguaggio del corpo e dalle sensazioni tattili.

##### Comunicazioni vocali

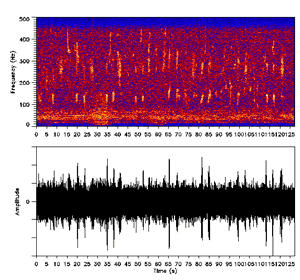
Spettrogramma del canto di una megattera (Megaptera novaeangliae).

Gli Odontoceti, oltre ai click prodotti per l'ecolocalizzazione, producono anche dei suoni a basse frequenze, i fischi (whistle) e i bark, che sono simili all'abbaiare di un cane. Questi suoni svolgono un ruolo importante nella comunicazione. Alcuni delfini, come il tursiope, emettono dei fischi caratteristici, detti fischi firma (signature whistle), che identificano un singolo esemplare. A differenza degli altri delfinidi, le orche non possiedono un signature whistle, ma emettono dei fischi che sono esclusivi di un singolo pod. Questi cetacei comunicano all'interno del loro gruppo producendo una serie di richiami ripetitivi che costituiscono un vero e proprio dialetto, che viene insegnato alle generazioni successive e che rende più efficienti le comunicazioni vocali all'interno del gruppo. Spesso questi richiami vengono utilizzati dalle orche per coordinarsi durante le battute di caccia.
I capodogli utilizzano i click usati per l'ecolocalizzazione anche per comunicare tra loro, producendo una serie di 3-30 click della durata complessiva di circa 2 s, chiamata coda. Ogni individuo emette una propria coda caratteristica e quindi anche le code di click possono essere utilizzate dai cetacei per il riconoscimento individuale.
I Misticeti sono in grado di emettere suoni a bassa frequenza che possono essere uditi anche a distanze considerevoli. Le megattere producono suoni a frequenza variabile, che formano dei veri e propri canti. Ogni canto dura da 7 a 30 minuti e poi viene ripetuto. Non vi è una pausa tra un canto e l'altro, quindi ogni megattera può cantare per diverse ore. Ogni canto è costituito da una serie di temi, frasi e sottofrasi e vi sono delle differenze tra i canti delle megattere che vivono nel nord Atlantico, quelle del nord Pacifico e quelle che vivono nell'emisfero australe. I canti delle megattere svolgono un ruolo importante nella riproduzione: è stato dimostrato che a cantare sono solo i maschi adulti (un po' come avviene negli uccelli) che mediante i canti comunicano la loro disponibilità all'accoppiamento con le femmine e la propria posizione. Oltre alle megattere, altri misticeti sono in grado di "cantare", ma con canti molto meno complessi. La balena della Groenlandia (Balaena mysticetus) esegue canti composti da pochi suoni che si ripetono più volte.

##### Comunicazioni tattili
I Cetacei possiedono un grande numero di terminazioni tattili su tutto il corpo. Si pensa che le parti più sensibili di questi animali siano i flipper, le zone genitali e la testa, che possiedono una sensibilità paragonabile a quella presente nelle labbra dell'uomo. Molti cetacei si strofinano o si accarezzano gli uni con gli altri, utilizzando le pinne pettorali. Questo comportamento potrebbe servire a rafforzare i legami sociali tra gli appartenenti a una stessa scuola e quindi potrebbe avere lo stesso ruolo del grooming per i Primati.
Anche il sesso potrebbe svolgere lo stesso ruolo di rafforzamento dei legami tra due individui. I cetacei sono tra i pochi animali ad accoppiarsi per scopi diversi dalla riproduzione. Sono stati osservati rapporti sessuali tra individui non sessualmente maturi e i cuccioli dopo poche settimane dalla nascita tentano di accoppiarsi con la madre.

##### Linguaggio del corpo
Sebbene non ben sviluppata come l'udito, anche la vista è un senso molto importante per i cetacei. Molti di essi riescono a comunicare mediante una serie di movimenti del capo, sbattendo con forza le mascelle e aprendo la bocca, comportamenti che in genere indicano ostilità nei confronti di altri individui. Alcuni delfini producono bolle sott'acqua espirando aria dalla sfiatatoio in sincronia con l'emissione dei signature whistle, probabilmente per aiutare i conspecifici a identificare chi sta "parlando". Anche la colorazione del corpo può essere utile per l'identificazione. Le megattere presentano una colorazione che varia da individuo a individuo. Quando questi Cetacei nuotano uno a fianco all'altro, possono riconoscersi facilmente con uno sguardo; nelle stenelle la colorazione cambia con l'età, permettendo a questi animali di stabilire l'età di un loro conspecifico.

### Comportamenti di superficie
Tutti i Cetacei effettuano sulla superficie dell'acqua una serie di acrobazie e salti, il cui significato non è ancora del tutto chiaro. Alcuni di questi comportamenti potrebbero aiutare gli animali a liberarsi dai parassiti, ma non è escluso che si tratti di giochi o che svolgano un ruolo nella socializzazione.
Tra i comportamenti principali vi sono:
- breaching: consiste nel saltare completamente o parzialmente fuori dall'acqua. È uno dei comportamenti più spettacolari;
- spyhopping: consiste nel mantenere la testa fuori dall'acqua fino agli occhi e girare su stessi.
- lobtailing (o tailslapping) e flipperslapping: consistono nello sbattere rispettivamente coda e pinne pettorali sulla superficie dell'acqua, provocando un forte rumore;
- fluke-up: consiste nel mantenere la coda perpendicolare alla superficie del mare. È tipico dei capodogli.
- logging: consiste nel restare immobili sulla superficie dell'acqua. Viene utilizzato per riposare o per respirare prima di un'immersione profonda.
- bowriding: è tipico dei delfini e consiste nel "cavalcare" le onde lasciate dalle prue delle imbarcazioni o dalle grandi balene quando nuotano in superficie.
- porpoising: tipico anch'esso dei delfini, consiste nell'effettuare salti lunghi e bassi fuori dall'acqua mentre nuotano velocemente.
- tailspinning: consiste nel "camminare" con la coda sull'acqua all'indietro. È molto sfruttato nei delfinari.

## Rapporti con l'uomo

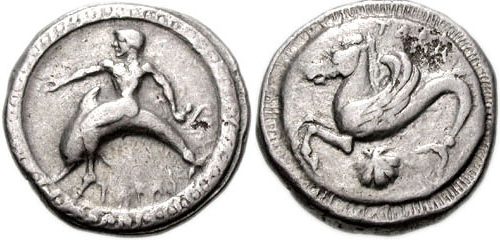
Moneta tarantina del 500-480 a.C. raffigurante su una faccia Taras, fondatore della città, che cavalca un delfino.

Per i greci i delfini erano legati al culto di Apollo e l'Oracolo di Delfi deve il suo nome proprio a questo animale: dopo aver scontato una pena presso Admeto per aver ucciso Pitone, il guardiano dell'oracolo, Apollo tornò a Delfi sotto forma di delfino. Sempre in Grecia, erano molte le città che coniavano monete sulle quali erano raffigurati delfini. Tra queste vi era Taranto, fondata secondo la mitologia da Taras, che giunse nella città sul dorso di un delfino. Plinio racconta di come i delfini sorvegliassero dalla riva i bagnanti per evitare che annegassero e che presso Nîmes, in Provenza, i delfini accorrevano alle richieste di soccorso dei pescatori affinché li aiutassero nella pesca. Questi due miti potrebbero avere un fondo di verità. Anche oggi sono note storie di delfini che hanno salvato esseri umani dall'annegamento e alcuni tursiopi presso Laguna, in Brasile, cooperano con i pescatori per catturare i pesci ed entrambe le specie traggono vantaggio da questa interazione.

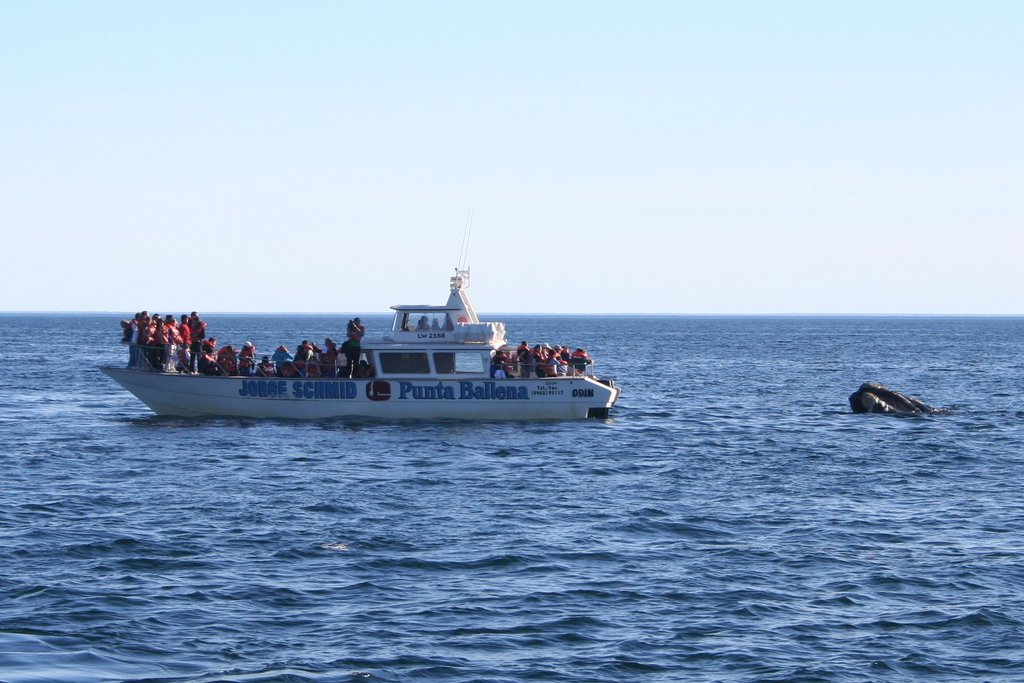
Whale watching nella Penisola di Valdés, Argentina.

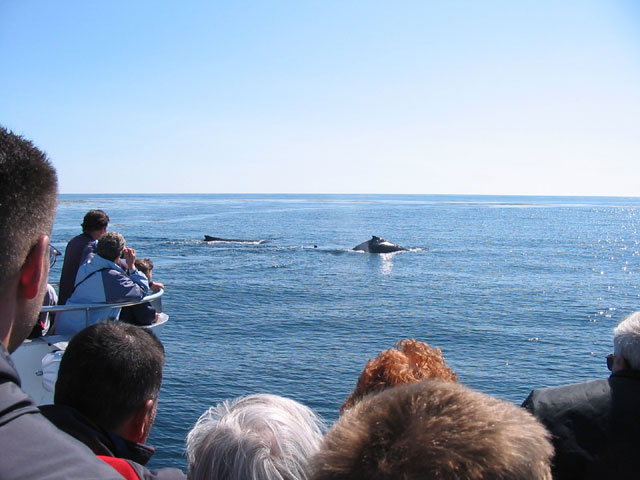
Gruppo di turisti che osservano dei Cetacei a bordo di un'imbarcazione. Questa attività, detta whale watching, si va sempre più diffondendo.

I Cetacei sono stati spesso protagonisti di opere letterarie, di film e di serie televisive. Famosissimo è il romanzo di Herman Melville Moby Dick, che narra del viaggio della baleniera Pequod alla ricerca della balena bianca, che in realtà era un capodoglio. Altrettanto famoso è Flipper, un tursiope protagonista di film e serie televisive, così come Free Willy - Un amico da salvare, un film del 1993 che narra la storia dell'amicizia di un bambino con un'orca, sottratta ai suoi genitori e addestrata per i delfinari.
Negli ultimi anni si sta sempre più diffondendo l'attività del whale watching, cioè l'osservazione in natura dei Cetacei. Questa attività è importante per il turismo, per la ricerca scientifica e per la conservazione di questi animali. Si stima che dal 1991 il numero delle persone che vi partecipano è cresciuto di circa il 12% all'anno e si pensa che questa percentuale possa continuare a crescere in futuro. Anche se il whale watching può essere organizzato individualmente, esso è principalmente un'attività commerciale che coinvolge circa 87 Paesi e genera un giro di affari di circa un miliardo di dollari all'anno. In Italia le specie che sono oggetto del whale watching sono: tursiopi, stenelle striate, grampi, globicefali, balenottere minori, capodogli e zifii. Nel Mediterraneo il whale watching ha contribuito alla firma di un accordo tra Francia, Italia e Monaco per l'istituzione del santuario Pelagos, un'area marina protetta nel tratto di mare compreso tra: Liguria, Toscana, Corsica e Francia.

## Status e conservazione
Secondo la red list dell'IUCN 14 specie di cetacei sono fortemente minacciate di estinzione. Di queste, 2 sono classificate come in pericolo critico: il lipote (Lipotes vexillifer) e la focena del golfo di California (Phocoena sinus). Nonostante l'IUCN consideri il lipote ancora in pericolo critico, una spedizione di ricerca nel fiume Yangtze in Cina del dicembre del 2006, ha portato un gruppo di ricercatori a dichiarare il lipote formalmente estinto. Secondo questi ricercatori si tratterebbe della prima estinzione in assoluto di un cetaceo e della prima estinzione di un animale del peso superiore ai 100 kg avvenuta negli ultimi 50 anni. Il 29 agosto del 2007, però, un turista ha filmato un grande delfino che nuotava nelle acque dello Yangtze. Gli esperti hanno stabilito che si trattava di un lipote, dando nuove speranze sulla sopravvivenza della specie, la cui situazione resta comunque critica.
Secondo il CITES, all'Appendice I sono assegnate tutte le specie protette dalla moratoria sulla caccia alla balena dell'IWC del 1986. Commercio e cattura di queste specie sono quindi vietati. Tutti gli altri cetacei sono assegnati all'Appendice II e quindi il commercio e la cattura sono possibili solo se compatibili con la sopravvivenza degli animali.
Le principali minacce per i Cetacei sono:
- la caccia alla balena,
- le catture accidentali,
- l'inquinamento delle acque,
- la competizione con i pescatori,
- le collisioni con le grandi imbarcazioni,
- l'insorgenza di malattie,
- le catture per i delfinari e i giardini zoologici acquatici,
- la distruzione degli habitat.

Nel Mediterraneo e nel Mar Nero i Cetacei sono protetti dall'accordo per la Conservazione dei Cetacei del Mar Nero, del Mediterraneo e delle zone Atlantiche adiacenti (ACCOBAMS),, recepito in Italia dalla L. 10 febbraio 2005, n. 27, in materia di "Ratifica ed esecuzione dell'Accordo sulla conservazione dei cetacei del Mar Nero, del Mediterraneo e dell'area atlantica contigua, con annessi ed Atto Finale, fatto a Monaco il 24 novembre 1996"

### Caccia

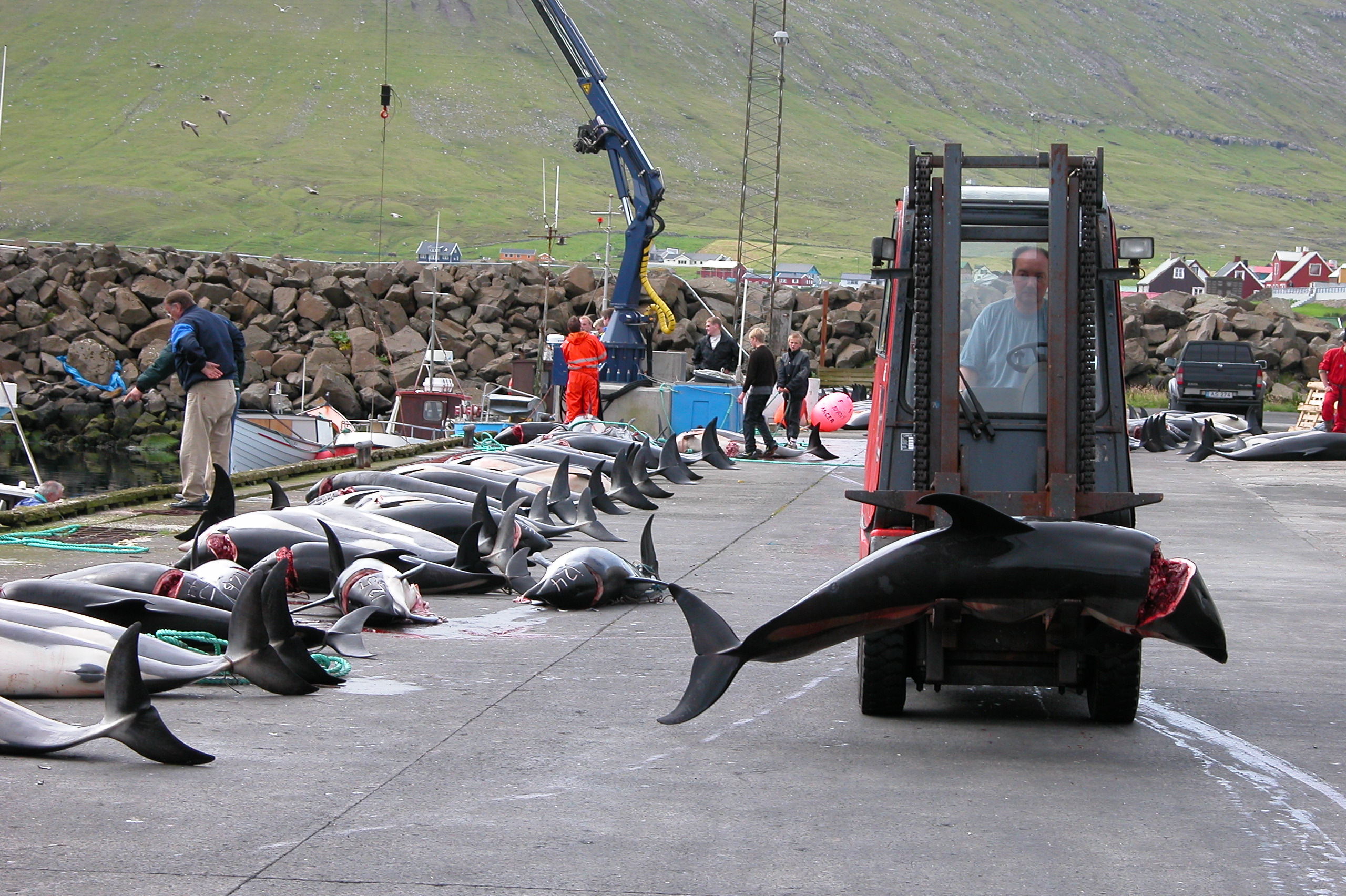
Lagenorinchi acuti (Lagenorhynchus acutus) catturati e uccisi in una battuta di caccia nelle Isole Fær Øer.

La caccia ai Cetacei, soprattutto a quelli di grandi dimensioni, ha origini antichissime. Già nel Neolitico, circa 6 000 anni fa, alcune popolazioni del nord Europa cacciavano questi animali e se ne cibavano. Un forte incremento nel numero di esemplari cacciati si ebbe nel XVI e nel XIX secolo. Tra i prodotti ricavati dalle balene, i più importanti commercialmente erano: il grasso, convertito in olio per le lampade; i fanoni, utilizzati per la fabbricazione di corsetti; lo spermaceti del capodoglio, utilizzato per farne profumi. Oggi invece i Cetacei sono cacciati soprattutto per la carne, molto apprezzata in Islanda, Norvegia e Giappone.
La caccia ha portato negli anni a una drastica riduzione nel numero delle popolazioni. Le prime ad essere minacciate sono state le specie più facilmente catturabili, come i capodogli, le megattere, le balene grigie e le balene franche (Balaenidae); successivamente, con lo sviluppo di arpioni sempre più efficienti, ad essere minacciate sono state anche le balenottere azzurre, le balenottere boreali (Balaenoptera borealis) e le balenottere minori (Balaenoptera physalus).
Anche i Cetacei di minori dimensioni, come i delfini sono stati e sono tuttora oggetto di caccia. In Giappone, vengono effettuate delle vere e proprie mattanze che, oltre a suscitare l'indignazione dell'opinione pubblica occidentale, hanno portato al rapido declino delle popolazioni di stenelle striate (Stenella coeruleoalba), spostando l'attenzione dei pescatori locali verso le orche, i tursiopi e i grampi (Grampus griseus).
Oggi la caccia ai Cetacei di grandi dimensioni è regolata dalla Commissione internazionale per la caccia alle balene (IWC), che nel 1986 ha approvato una moratoria sulla caccia che è ancora valida. Ogni anno, comunque, i paesi membri della commissione si riuniscono per decidere se e quali specie debbano essere tolte dalla moratoria.

### Catture accidentali

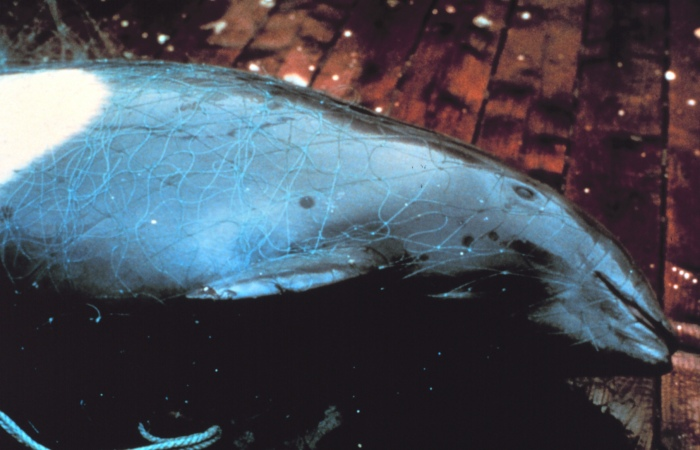
Una focena impigliata in una rete da pesca.

Un grande numero di Cetacei, soprattutto delfinidi, muore per annegamento dopo essere rimasti intrappolati accidentalmente nelle reti da pesca. Questo problema è stato riconosciuto come tale solo negli ultimi 30-40 anni. Si pensa che la cattura accidentale nelle reti sia una delle principali minacce per la sopravvivenza della focena del golfo di California. In Italia e in Spagna, le catture accidentali sono dovute principalmente alle reti da pesca per i pescispada (Xiphias gladius). Le catture accidentali sono un problema anche per i pescatori, che devono perdere tempo a liberare le carcasse dei Mammiferi dalle reti, che spesso si danneggiano e diventano inutilizzabili, non ottenendo alcun vantaggio economico dai Cetacei catturati.
I delfini, oltre che nelle reti, spesso rimangono uccisi anche durante le mattanze dei tonni (Thunnus): poiché infatti frequentemente nuotano insieme a questi pesci, capita che vengano circondati dalle barche dei pescatori insieme ad essi. Molti muoiono per il loro comportamento imprevedibile o a causa di errori umani.

### Competizione con i pescatori
Alcuni pescatori credono che i Cetacei competano con loro per la cattura dei pesci e quindi li uccidono deliberatamente. Negli ultimi anni questo problema è stato particolarmente sentito nel mar Mediterraneo, dove si cerca di tenere lontani i delfini dalle aree di pesca utilizzando strumenti che emettono suoni a loro sgraditi. Si tratta però di un sistema che potrebbe danneggiare l'udito degli animali.
Il problema della competizione con i pescatori viene utilizzato dai paesi favorevoli alla ripresa della caccia alle balene, come Giappone e Norvegia, per sostenere che la caccia sia necessaria per evitare danni all'approvvigionamento ittico degli uomini, anche in considerazione del fatto che secondo la FAO circa un miliardo di persone nel mondo si nutrono principalmente di pesce. Altri sostengono che i maggiori competitori dei pescatori sono certamente i pesci predatori e non vi sono sufficienti dati scientifici che permettano di quantificare il contributo dei cetacei.

### Collisioni con le navi
Diversi Cetacei di grandi dimensioni spesso vengono uccisi dalle collisioni con le grandi navi, soprattutto quando si riposano sulla superficie dell'acqua e non hanno il tempo di fuggire. Questo problema è aumentato considerevolmente con l'aumento del traffico marittimo. Nel Mediterraneo, i Cetacei che più frequentemente si scontrano con le navi sono i capodogli e balenottere minori. La presenza di cicatrici sulla pelle di alcuni animali testimonia che in alcuni casi riescono a sopravvivere all'urto.

### Inquinamento chimico
È stato dimostrato che nei tessuti di molti Odontoceti vi sono alte concentrazioni di PBC e di metalli pesanti. Concentrazioni di queste sostanze superiori ai 100 mg/kg interferiscono con il sistema endocrino e quello immunitario degli animali, rendendoli più sensibili alle malattie e causando anomalie nella riproduzione. Sembra che i Misticeti siano meno sensibili degli Odontoceti agli effetti di queste sostanze. Un altro pericolo deriva dai riversamenti in mare del petrolio, che può causare dei danni se viene ingerito e può rendere inutilizzabili i fanoni dei Misticeti.

### Inquinamento acustico
I rumori sottomarini prodotti dall'uomo possono interferire con le attività dei Cetacei, che basano gran parte dei loro comportamenti riproduttivi e alimentari sui segnali acustici. I principali rumori in mare sono causati da test sismici, dragaggi dei fondali, perforazioni sottomarine e traffico marittimo. Spesso questi rumori viaggiano per chilometri sott'acqua e possono causare la perdita temporanea o permanente dell'udito dei Cetacei. Un problema di particolare importanza riguarda le operazioni militari svolte negli oceani dalla marina. L'uso di esperimenti svolti con i sonar o i test di nuovi esplosivi causano enormi danni ai Cetacei. Spiaggiamenti di massa di un gruppo di ziifidi che non presentavano nessun sintomo apparente, se non il sistema uditivo danneggiato, sono stati fortemente correlati con le operazioni militari che si stavano svolgendo nella zona in cui vivevano gli animali.

### Malattie
I Cetacei sono molto sensibili alle malattie causate da Morbillivirus e alle neurotossine prodotte da alcuni dinoflagellati responsabili delle maree rosse. Negli anni novanta, un'epidemia di Morbillivirus ha decimato le popolazioni mediterranee di stenelle striate. Poiché i valori di PCB riscontrati all'interno dei tessuti di questi animali erano molto alti, si pensa che l'infezione sia stata favorita dall'indebolimento del loro sistema immunitario.

### Catture per i delfinari
I delfinidi vengono catturati per rifornire parchi zoologici o per essere addestrati ad esibirsi nei delfinari. Gli effetti di tali catture, sottraendo una certa quantità di animali all'ambiente naturale (inclusi quelli che rimangono uccisi accidentalmente durante l'operazione) si sommano a quelli della caccia deliberata. I delfini che vengono maggiormente catturati sono i tursiopi, l'orcella asiatica (Orcaella brevirostris) e la susa indopacifica (Sousa chinensis).
In Italia, il mantenimento dei delfini nei delfinari è regolamentato dal D.L. 6 dicembre 2001, n. 469, in materia di "Regolamento recante disposizioni in materia di mantenimento in cattività di esemplari di delfini appartenenti alla specie Tursiops truncatus, in applicazione dell'articolo 17, comma 6 della legge 23 marzo 2001, n. 93".

### Spiaggiamenti

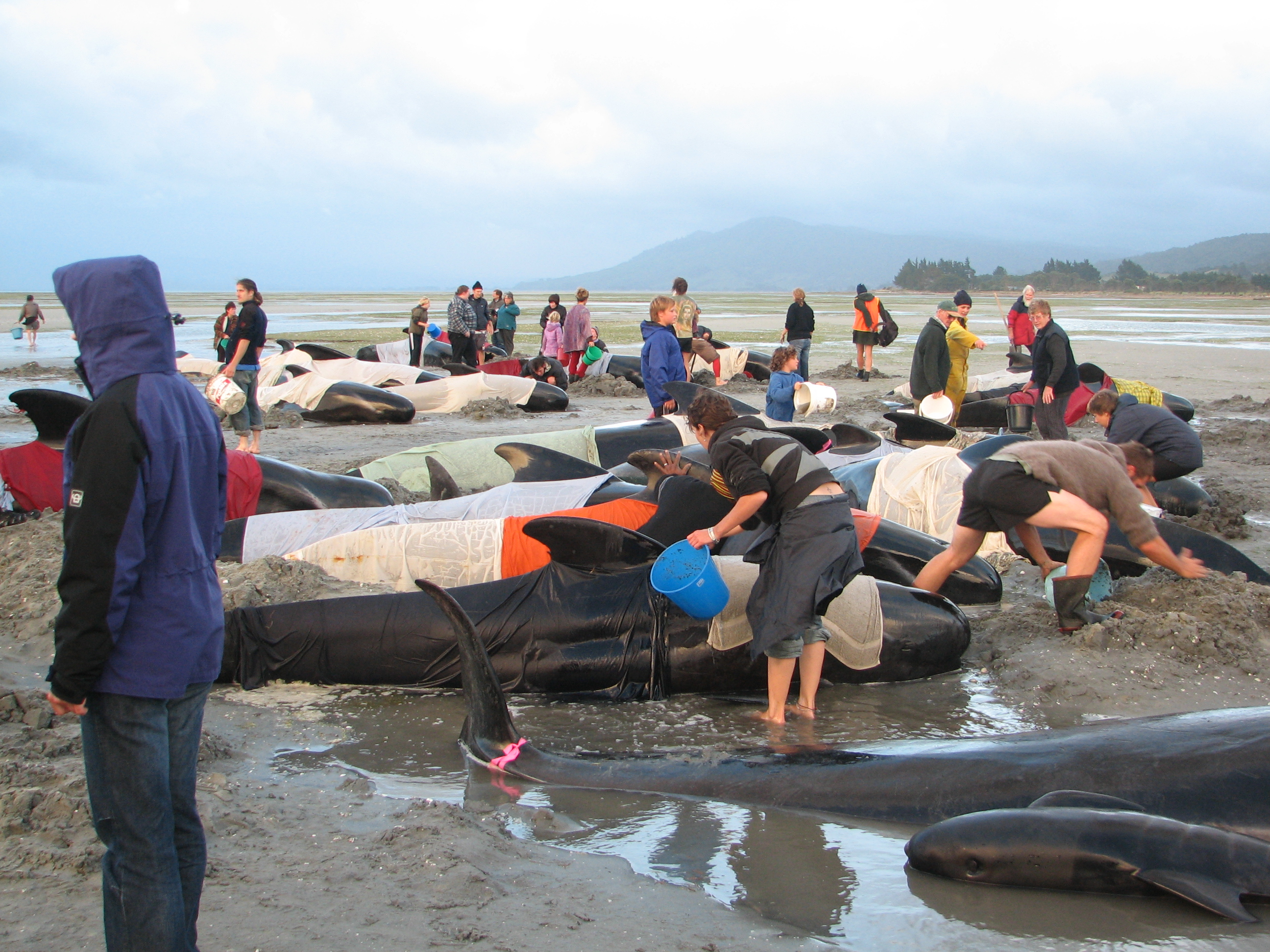
Volontari cercano di non far disidratare un gruppo di globicefali spiaggiati in Nuova Zelanda.

Alcuni Odontoceti, soprattutto globicefali, capodogli e zifidi, sono soggetti agli spiaggiamenti, cioè si spingono fino alle terre emerse non riuscendo più a ritornare in mare. Molto spesso gli spiaggiamenti provocano la morte dell'animale per disidratazione o per soffocamento dovuto al collasso dei polmoni sotto il peso del proprio corpo. Lo spiaggiamento può essere singolo, quando coinvolge un solo esemplare o di massa, quando a spiaggiarsi è l'intero branco. Gli spiaggiamenti sono stati oggetto di un lungo dibattito tra i ricercatori per decenni, allo scopo di ricercarne le cause, che ancora oggi non sono ben chiare. Si pensa che a provocarli non sia una sola causa, ma una concomitanza di eventi naturali, biologici e comportamentali. I primi comprendono cambiamenti nelle correnti marine e nelle maree e l'insorgenza di tempeste, mentre i fattori biologici comprendono la predazione, le malattie e i disturbi nell'ecolocalizzazione. Per quanto riguarda i fattori comportamentali, nelle specie altamente sociali è possibile che un animale in difficoltà per cause individuali venga seguito fino a terra dagli altri membri del branco, che si spiaggiano insieme a lui.
Nel 2004 ricercatori tedeschi hanno associato i frequenti spiaggiamenti dei capodogli delle acque del mare del Nord all'attività solare. Analizzando gli spiaggiamenti di questi Cetacei avvenuti dal 1712 al 2003 i ricercatori si accorsero che il 97% di essi si verificavano nei periodi di minimo dell'attività solare.
Un'altra possibile causa degli spiaggiamenti sono le esercitazioni della marina militare effettuate mediante l'utilizzo di sonar a media frequenza utilizzati per la ricerca dei sottomarini. Nel 1996 12 zifii (Ziphius cavirostris) si sono spiaggiati lungo le coste della Grecia e le analisi autoptiche hanno mostrato la presenza in ciascuno di una patologia caratterizzata dalla comparsa di emboli gassosi all'interno degli organi degli animali. Questi emboli, una volta che i Cetacei si spiaggiano, ne provocano la morte in seguito ai gravi danni causati all'apparato circolatorio. Gli spiaggiamenti sono stati correlati alle esercitazioni militari che si sono svolte due giorni prima che essi si verificassero. Nel 2002 altri 14 zifidi che presentavano gli stessi sintomi sono spiaggiati alle Isole Canarie e gli spiaggiamenti cominciarono dopo sole 4 ore dall'inizio delle operazioni militari, confermando la stretta relazione esistente tra l'uso dei sonar e gli spiaggiamenti e le morti di questi animali.

## Storia della cetologia
La cetologia è la branca della biologia marina che si occupa dello studio dei cetacei. I cetacei furono studiati già da Aristotele, che usando per loro il termine ketos (κῆτος, in precedenza mostro marino) diede origine al termine attuale.
Aristotele distinse chiaramente i cetacei dai pesci, in quanto animali vivipari che respirano con i polmoni e allattano i cuccioli. Tra le molte nozioni trasmesse da Aristotele vi è la distinzione tra i cetacei dotati di fanoni e quelli dotati di denti e la descrizione della copula, che avviene ventre contro ventre. Ancora Plinio il Vecchio, che si occupò di questi animali nella Naturalis historia, sapeva che essi respirano per mezzo dei polmoni, ma attribuì loro dimensioni corporee che superavano di molto quelle reali e dedicò più spazio ad aneddoti e dicerie che alla descrizione della fisiologia.
Durante il Medioevo solo pochi studiosi scandinavi ed islandesi si occuparono dei cetacei. Nell'opera islandese Speculum regalae del 1240 vengono descritti ancora una volta come mostri uccisori di uomini e distruttori di navi.
Nel Rinascimento lo studio si basò sulla dissezione di animali spiaggiati, ma ancora non si erano recuperate le conoscenze di Aristotele: non era chiaro, in particolare, se i cetacei dovessero essere classificati tra i pesci o tra i mammiferi. Pierre Belon, nel suo Histoire naturelle des éstranges poissons marins li considerava pesci, mentre Guillaume Rondelet li definiva quadrupedi acquatici.
Linneo, nella decima edizione del suo Systema Naturae del 1758, classificò i cetacei tra i mammiferi. Nel libro Recherches sur les fossils (Ricerche sui reperti fossili) del 1823, il medico e paleontologo Georges Cuvier analizzò e descrisse lo scheletro dei cetacei, definendoli mammiferi privi di arti posteriori.
Tra il XIX ed il XX secolo, la maggior parte delle informazioni sulle rotte migratorie e sulla morfologia proveniva dai balenieri, che conoscevano molto bene gli animali che dovevano cacciare. Nel 1924 una spedizione scientifica denominata discovery e durata circa 25 anni, ebbe il compito di studiare l'ecologia delle regioni artiche e il comportamento riproduttivo dei cetacei.
La difficoltà della ricerca scientifica è accresciuta dal fatto che gli animali spendono solo una minima parte del loro tempo sulla superficie. Inoltre mentre nuotano o sono in immersione non lasciano nessuna traccia, rendendo difficoltoso anche seguirne gli spostamenti. Questo problema viene risolto mediante la marcatura con radiotrasmettitori satellitari. I ricercatori che si occupano di questi animali sono in genere equipaggiati di idrofoni per ascoltarne le vocalizzazioni, binocoli per scrutare l'orizzonte e macchine fotografiche per la fotoidentificazione.
Molte delle nostre conoscenze derivano anche dallo studio delle carcasse degli animali spiaggiati.